# Llista d'asteroides (326001-327000)
Llista d'asteroides del 326.001 al 327.000, amb data de descoberta i descobridor. És un fragment de la llista d'asteroides completa. Als asteroides se'ls dona un número quan es confirma la seva òrbita, per tant apareixen llistats aproximadament segons la data de descobriment.

## 326001-326100
| Nom    | Designació provisional | Data de descobriment   | Lloc de descobriment | Descobridor/s        |
| ------ | ---------------------- | ---------------------- | -------------------- | -------------------- |
| 326001 | 2010 WA17              | 24 d'abril de 2003     | Anderson Mesa        | LONEOS               |
| 326002 | 2010 WK19              | 9 d'octubre de 2005    | Kitt Peak            | Spacewatch           |
| 326003 | 2010 WU20              | 17 d'abril de 2001     | Kitt Peak            | Spacewatch           |
| 326004 | 2010 WV22              | 15 de març de 2007     | Mount Lemmon         | Mt. Lemmon Survey    |
| 326005 | 2010 WQ23              | 27 de gener de 2007    | Mount Lemmon         | Mt. Lemmon Survey    |
| 326006 | 2010 WB24              | 16 de novembre de 2001 | Kitt Peak            | Spacewatch           |
| 326007 | 2010 WS25              | 16 d'abril de 2005     | Kitt Peak            | Spacewatch           |
| 326008 | 2010 WR29              | 22 de desembre de 2006 | Kitt Peak            | Spacewatch           |
| 326009 | 2010 WZ33              | 17 de desembre de 2003 | Kitt Peak            | Spacewatch           |
| 326010 | 2010 WL47              | 14 de setembre de 2006 | Catalina             | CSS                  |
| 326011 | 2010 WM52              | 27 de desembre de 2006 | Mount Lemmon         | Mt. Lemmon Survey    |
| 326012 | 2010 WE53              | 5 d'octubre de 2002    | Socorro              | LINEAR               |
| 326013 | 2010 WR54              | 20 de setembre de 2003 | Campo Imperatore     | CINEOS               |
| 326014 | 2010 WJ55              | 6 de novembre de 2005  | Mount Lemmon         | Mt. Lemmon Survey    |
| 326015 | 2010 WW55              | 14 de desembre de 2004 | Kitt Peak            | Spacewatch           |
| 326016 | 2010 WA62              | 6 d'octubre de 2005    | Mount Lemmon         | Mt. Lemmon Survey    |
| 326017 | 2010 WH62              | 1 de novembre de 1997  | Kitt Peak            | Spacewatch           |
| 326018 | 2010 WS62              | 18 de desembre de 2001 | Kitt Peak            | Spacewatch           |
| 326019 | 2010 WZ63              | 14 de setembre de 2005 | Kitt Peak            | Spacewatch           |
| 326020 | 2010 WJ67              | 28 d'octubre de 2006   | Mount Lemmon         | Mt. Lemmon Survey    |
| 326021 | 2010 WG69              | 15 d'octubre de 2004   | Mount Lemmon         | Mt. Lemmon Survey    |
| 326022 | 2010 WK69              | 20 de març de 2007     | Catalina             | CSS                  |
| 326023 | 2010 WB73              | 13 de març de 2002     | Kitt Peak            | Spacewatch           |
| 326024 | 2010 WQ73              | 28 de setembre de 2006 | Mount Lemmon         | Mt. Lemmon Survey    |
| 326025 | 2010 XO6               | 29 de setembre de 2005 | Mount Lemmon         | Mt. Lemmon Survey    |
| 326026 | 2010 XV10              | 27 de febrer de 2008   | Mount Lemmon         | Mt. Lemmon Survey    |
| 326027 | 2010 XV13              | 26 de setembre de 2006 | Kitt Peak            | Spacewatch           |
| 326028 | 2010 XM18              | 24 de desembre de 2005 | Kitt Peak            | Spacewatch           |
| 326029 | 2010 XM22              | 28 d'octubre de 2006   | Kitt Peak            | Spacewatch           |
| 326030 | 2010 XP25              | 12 de novembre de 1999 | Socorro              | LINEAR               |
| 326031 | 2010 XR25              | 31 d'octubre de 2005   | Kitt Peak            | Spacewatch           |
| 326032 | 2010 XX32              | 13 de desembre de 2006 | Kitt Peak            | Spacewatch           |
| 326033 | 2010 XX34              | 2 de gener de 2001     | Kitt Peak            | Spacewatch           |
| 326034 | 2010 XG36              | 5 de novembre de 2005  | Catalina             | CSS                  |
| 326035 | 2010 XJ37              | 30 d'octubre de 2005   | Kitt Peak            | Spacewatch           |
| 326036 | 2010 XW48              | 17 de setembre de 2009 | Mount Lemmon         | Mt. Lemmon Survey    |
| 326037 | 2010 XJ50              | 21 de febrer de 2007   | Catalina             | CSS                  |
| 326038 | 2010 XE53              | 29 d'abril de 2000     | Kitt Peak            | Spacewatch           |
| 326039 | 2010 XM65              | 20 de juliol de 2009   | Siding Spring        | Siding Spring Survey |
| 326040 | 2010 XG75              | 4 de desembre de 2005  | Kitt Peak            | Spacewatch           |
| 326041 | 2010 XO78              | 29 d'octubre de 1999   | Kitt Peak            | Spacewatch           |
| 326042 | 2010 XU82              | 23 de febrer de 2007   | Kitt Peak            | Spacewatch           |
| 326043 | 2010 XA83              | 14 de desembre de 2006 | Palomar              | NEAT                 |
| 326044 | 2010 XH83              | 26 de desembre de 2005 | Kitt Peak            | Spacewatch           |
| 326045 | 2010 YN                | 23 de setembre de 2005 | Kitt Peak            | Spacewatch           |
| 326046 | 2011 AY5               | 14 de desembre de 2004 | Socorro              | LINEAR               |
| 326047 | 2011 AG6               | 23 de gener de 2006    | Kitt Peak            | Spacewatch           |
| 326048 | 2011 AY7               | 14 d'octubre de 2010   | Mount Lemmon         | Mt. Lemmon Survey    |
| 326049 | 2011 AJ8               | 21 de febrer de 2007   | Kitt Peak            | Spacewatch           |
| 326050 | 2011 AM8               | 20 d'octubre de 2009   | Siding Spring        | Siding Spring Survey |
| 326051 | 2011 AV9               | 12 de maig de 2007     | Mount Lemmon         | Mt. Lemmon Survey    |
| 326052 | 2011 AZ9               | 1 d'octubre de 2009    | Mount Lemmon         | Mt. Lemmon Survey    |
| 326053 | 2011 AW10              | 21 d'octubre de 1995   | Kitt Peak            | Spacewatch           |
| 326054 | 2011 AG11              | 4 d'agost de 2003      | Kitt Peak            | Spacewatch           |
| 326055 | 2011 AO11              | 17 de gener de 2010    | WISE                 | WISE                 |
| 326056 | 2011 AO16              | 4 de març de 2000      | Socorro              | LINEAR               |
| 326057 | 2011 AP20              | 2 d'octubre de 2009    | Mount Lemmon         | Mt. Lemmon Survey    |
| 326058 | 2011 AW31              | 10 de desembre de 2004 | Kitt Peak            | Spacewatch           |
| 326059 | 2011 AE32              | 20 d'agost de 2001     | Cerro Tololo         | M. W. Buie           |
| 326060 | 2011 AH33              | 23 de febrer de 2007   | Mount Lemmon         | Mt. Lemmon Survey    |
| 326061 | 2011 AE34              | 25 d'abril de 2007     | Mount Lemmon         | Mt. Lemmon Survey    |
| 326062 | 2011 AG39              | 1 d'octubre de 2009    | Mount Lemmon         | Mt. Lemmon Survey    |
| 326063 | 2011 AN43              | 27 de febrer de 2006   | Kitt Peak            | Spacewatch           |
| 326064 | 2011 AO47              | 26 d'octubre de 2009   | Kitt Peak            | Spacewatch           |
| 326065 | 2011 AH48              | 11 d'abril de 2002     | Palomar              | NEAT                 |
| 326066 | 2011 AM48              | 21 de desembre de 2006 | Mount Lemmon         | Mt. Lemmon Survey    |
| 326067 | 2011 AD55              | 3 de maig de 2008      | Mount Lemmon         | Mt. Lemmon Survey    |
| 326068 | 2011 AL58              | 25 d'abril de 2007     | Mount Lemmon         | Mt. Lemmon Survey    |
| 326069 | 2011 AM59              | 23 d'octubre de 2009   | Mount Lemmon         | Mt. Lemmon Survey    |
| 326070 | 2011 AY60              | 22 de novembre de 2009 | Catalina             | CSS                  |
| 326071 | 2011 AS61              | 16 de setembre de 2003 | Palomar              | NEAT                 |
| 326072 | 2011 AS64              | 23 de gener de 2006    | Kitt Peak            | Spacewatch           |
| 326073 | 2011 AE67              | 23 d'agost de 2003     | Palomar              | NEAT                 |
| 326074 | 2011 AG67              | 21 de juliol de 2004   | Siding Spring        | Siding Spring Survey |
| 326075 | 2011 AV72              | 16 d'abril de 2001     | Kitt Peak            | Spacewatch           |
| 326076 | 2011 AC74              | 7 d'octubre de 2005    | Anderson Mesa        | LONEOS               |
| 326077 | 2011 AA75              | 5 de setembre de 2008  | Kitt Peak            | Spacewatch           |
| 326078 | 2011 AA77              | 31 de maig de 2008     | Kitt Peak            | Spacewatch           |
| 326079 | 2011 AQ77              | 10 de novembre de 2004 | Kitt Peak            | Spacewatch           |
| 326080 | 2011 BV2               | 2 de desembre de 2005  | Kitt Peak            | Spacewatch           |
| 326081 | 2011 BD4               | 15 de novembre de 2009 | Hibiscus             | N. Teamo             |
| 326082 | 2011 BC5               | 22 de setembre de 2009 | Kitt Peak            | Spacewatch           |
| 326083 | 2011 BV8               | 1 de desembre de 2005  | Mount Lemmon         | Mt. Lemmon Survey    |
| 326084 | 2011 BJ28              | 18 d'octubre de 2009   | Kitt Peak            | Spacewatch           |
| 326085 | 2011 BC34              | 21 de març de 2001     | Anderson Mesa        | LONEOS               |
| 326086 | 2011 BR52              | 13 de desembre de 2004 | Kitt Peak            | Spacewatch           |
| 326087 | 2011 BM60              | 3 de desembre de 2005  | Mauna Kea            | A. Boattini          |
| 326088 | 2011 BV70              | 24 de febrer de 2006   | Kitt Peak            | Spacewatch           |
| 326089 | 2011 BO79              | 7 de maig de 2007      | Kitt Peak            | Spacewatch           |
| 326090 | 2011 BR83              | 22 de setembre de 2003 | Palomar              | NEAT                 |
| 326091 | 2011 BA85              | 22 d'abril de 2007     | Mount Lemmon         | Mt. Lemmon Survey    |
| 326092 | 2011 BA86              | 26 de novembre de 2003 | Kitt Peak            | Spacewatch           |
| 326093 | 2011 BZ88              | 23 de juny de 2009     | Mount Lemmon         | Mt. Lemmon Survey    |
| 326094 | 2011 BO96              | 3 de juliol de 1997    | Kitt Peak            | Spacewatch           |
| 326095 | 2011 BM98              | 8 d'octubre de 2004    | Kitt Peak            | Spacewatch           |
| 326096 | 2011 BC101             | 12 d'abril de 2002     | Palomar              | NEAT                 |
| 326097 | 2011 BF101             | 27 de febrer de 2006   | Kitt Peak            | Spacewatch           |
| 326098 | 2011 BJ101             | 3 de juny de 2008      | Mount Lemmon         | Mt. Lemmon Survey    |
| 326099 | 2011 BR103             | 23 de març de 2004     | Kitt Peak            | Spacewatch           |
| 326100 | 2011 BQ115             | 4 d'agost de 2003      | Kitt Peak            | Spacewatch           |

## 326101-326200
| Nom               | Designació provisional | Data de descobriment   | Lloc de descobriment | Descobridor/s            |
| ----------------- | ---------------------- | ---------------------- | -------------------- | ------------------------ |
| 326101            | 2011 BN119             | 16 d'octubre de 2003   | Anderson Mesa        | LONEOS                   |
| 326102            | 2011 BG145             | 8 de febrer de 2007    | Mount Lemmon         | Mt. Lemmon Survey        |
| 326103            | 2011 BF151             | 21 de febrer de 2007   | Kitt Peak            | Spacewatch               |
| 326104            | 2011 CQ32              | 12 d'agost de 2007     | 7300                 | W. K. Y. Yeung           |
| 326105            | 2011 CY33              | 8 d'agost de 2004      | Socorro              | LINEAR                   |
| 326106            | 2011 CG34              | 23 de novembre de 2009 | Mount Lemmon         | Mt. Lemmon Survey        |
| 326107            | 2011 CU39              | 24 de març de 2006     | Mount Lemmon         | Mt. Lemmon Survey        |
| 326108            | 2011 CK66              | 24 de setembre de 2009 | Kitt Peak            | Spacewatch               |
| 326109            | 2011 EM18              | 28 de febrer de 2006   | Mount Lemmon         | Mt. Lemmon Survey        |
| 326110            | 2011 EH21              | 8 d'octubre de 2008    | Kitt Peak            | Spacewatch               |
| 326111            | 2011 GG61              | 9 de maig de 1994      | Kitt Peak            | Spacewatch               |
| 326112            | 2011 QB76              | 7 de setembre de 2000  | Kitt Peak            | Spacewatch               |
| 326113            | 2011 UG108             | 15 d'octubre de 2001   | Palomar              | NEAT                     |
| 326114            | 2011 UW131             | 28 de gener de 2004    | Socorro              | LINEAR                   |
| 326115            | 2011 UF224             | 10 d'octubre de 2002   | Kitt Peak            | Spacewatch               |
| 326116            | 2011 UU308             | 31 de desembre de 2005 | Kitt Peak            | Spacewatch               |
| 326117            | 2011 UW313             | 19 d'octubre de 2003   | Kitt Peak            | Spacewatch               |
| 326118            | 2011 UR379             | 12 de desembre de 2006 | Catalina             | CSS                      |
| 326119            | 2011 WH45              | 23 d'abril de 2004     | Kitt Peak            | Spacewatch               |
| 326120            | 2011 WP119             | 1 de setembre de 2005  | Palomar              | NEAT                     |
| 326121            | 2011 WU126             | 28 de juliol de 2005   | Palomar              | NEAT                     |
| 326122            | 2011 YA17              | 5 de gener de 2000     | Kitt Peak            | Spacewatch               |
| 326123            | 2011 YH32              | 18 de setembre de 2009 | Kitt Peak            | Spacewatch               |
| 326124            | 2011 YZ53              | 1 de desembre de 2003  | Kitt Peak            | Spacewatch               |
| 326125            | 2011 YY61              | 8 de novembre de 2009  | Catalina             | CSS                      |
| 326126            | 2011 YW63              | 21 de febrer de 2007   | Charleston           | Charleston               |
| 326127            | 2011 YS74              | 1 d'octubre de 2009    | Mount Lemmon         | Mt. Lemmon Survey        |
| 326128            | 2011 YL75              | 14 de març de 2007     | Kitt Peak            | Spacewatch               |
| 326129            | 2012 AM14              | 4 de desembre de 2005  | Mount Lemmon         | Mt. Lemmon Survey        |
| 326130            | 2012 AU17              | 28 de setembre de 2006 | Catalina             | CSS                      |
| 326131            | 2012 AM19              | 2 de març de 2001      | Anderson Mesa        | LONEOS                   |
| 326132            | 2012 BR9               | 2 de febrer de 2005    | Catalina             | CSS                      |
| 326133            | 2012 BF10              | 13 de setembre de 2005 | Kitt Peak            | Spacewatch               |
| 326134            | 2012 BZ20              | 16 de febrer de 2001   | Kitt Peak            | Spacewatch               |
| 326135            | 2012 BV23              | 1 d'octubre de 2008    | Catalina             | CSS                      |
| 326136            | 2012 BG24              | 4 de desembre de 2005  | Anderson Mesa        | LONEOS                   |
| 326137            | 2012 BN24              | 22 de desembre de 2000 | Kitt Peak            | Spacewatch               |
| 326138            | 2012 BW24              | 13 de setembre de 2004 | Palomar              | NEAT                     |
| 326139            | 2012 BE25              | 20 d'octubre de 2006   | Mount Lemmon         | Mt. Lemmon Survey        |
| 326140            | 2012 BF28              | 30 de juny de 2005     | Kitt Peak            | Spacewatch               |
| 326141            | 2012 BG28              | 5 de gener de 2002     | Kitt Peak            | Spacewatch               |
| 326142            | 2012 BW47              | 14 d'octubre de 2004   | Anderson Mesa        | LONEOS                   |
| 326143            | 2012 BK53              | 24 de desembre de 2005 | Kitt Peak            | Spacewatch               |
| 326144            | 2012 BO53              | 6 de setembre de 1996  | Kitt Peak            | Spacewatch               |
| 326145            | 2012 BP53              | 8 d'agost de 1999      | Kitt Peak            | Spacewatch               |
| 326146            | 2012 BS53              | 10 d'octubre de 2002   | Apache Point         | Sloan Digital Sky Survey |
| 326147            | 2012 BA54              | 6 d'abril de 1995      | Kitt Peak            | Spacewatch               |
| 326148            | 2012 BR54              | 11 de gener de 2003    | Kitt Peak            | Spacewatch               |
| 326149            | 2012 BU55              | 20 de febrer de 2001   | Kitt Peak            | Spacewatch               |
| 326150            | 2012 BX55              | 18 de gener de 2008    | Mount Lemmon         | Mt. Lemmon Survey        |
| 326151            | 2012 BY56              | 18 de juliol de 2006   | Mount Lemmon         | Mt. Lemmon Survey        |
| 326152            | 2012 BM58              | 17 de gener de 1994    | Kitt Peak            | Spacewatch               |
| 326153            | 2012 BE67              | 29 de gener de 2010    | WISE                 | WISE                     |
| 326154            | 2012 BK69              | 8 de novembre de 2007  | Kitt Peak            | Spacewatch               |
| 326155            | 2012 BK72              | 28 de juliol de 2005   | Palomar              | NEAT                     |
| 326156            | 2012 BK75              | 24 de desembre de 2005 | Kitt Peak            | Spacewatch               |
| 326157            | 2012 BE76              | 10 de març de 2002     | Kitt Peak            | Spacewatch               |
| 326158            | 2012 BN78              | 2 d'octubre de 1999    | Kitt Peak            | Spacewatch               |
| 326159            | 2012 BK87              | 19 de febrer de 2001   | Socorro              | LINEAR                   |
| 326160            | 2012 BB88              | 5 de juliol de 2003    | Kitt Peak            | Spacewatch               |
| 326161            | 2012 BE88              | 11 de març de 2007     | Kitt Peak            | Spacewatch               |
| 326162            | 2012 BJ91              | 26 de gener de 2003    | Anderson Mesa        | LONEOS                   |
| 326163            | 2012 BR91              | 25 de desembre de 2005 | Kitt Peak            | Spacewatch               |
| 326164 Miketoomey | 2012 BJ94              | 24 de maig de 2001     | Cerro Tololo         | L. H. Wasserman          |
| 326165            | 2012 BH99              | 20 de febrer de 1998   | Caussols             | ODAS                     |
| 326166            | 2012 BC101             | 19 de novembre de 2003 | Catalina             | CSS                      |
| 326167            | 2012 BD102             | 5 de febrer de 2002    | Palomar              | NEAT                     |
| 326168            | 2012 BK111             | 9 de febrer de 1999    | Kitt Peak            | Spacewatch               |
| 326169            | 2012 BT111             | 9 de gener de 2002     | Socorro              | LINEAR                   |
| 326170            | 2012 BV111             | 9 de març de 2005      | Socorro              | LINEAR                   |
| 326171            | 2012 BS112             | 26 de març de 2001     | Kitt Peak            | Spacewatch               |
| 326172            | 2012 BV112             | 5 de març de 2008      | Mount Lemmon         | Mt. Lemmon Survey        |
| 326173            | 2012 BC115             | 14 de febrer de 2001   | Klet                 | Klet                     |
| 326174            | 2012 BL117             | 11 d'abril de 2008     | Kitt Peak            | Spacewatch               |
| 326175            | 2012 BL119             | 1 de desembre de 2005  | Kitt Peak            | Spacewatch               |
| 326176            | 2012 BX121             | 25 de novembre de 2006 | Kitt Peak            | Spacewatch               |
| 326177            | 2012 BF125             | 19 de novembre de 2003 | Palomar              | NEAT                     |
| 326178            | 2012 BK126             | 16 de març de 2001     | Kitt Peak            | Spacewatch               |
| 326179            | 2012 BR127             | 12 de desembre de 1999 | Kitt Peak            | Spacewatch               |
| 326180            | 2012 BY131             | 30 de novembre de 2003 | Socorro              | LINEAR                   |
| 326181            | 2012 BE132             | 29 d'agost de 2009     | Kitt Peak            | Spacewatch               |
| 326182            | 2012 BF132             | 18 de març de 2005     | Catalina             | CSS                      |
| 326183            | 2012 BB134             | 30 d'agost de 2005     | Kitt Peak            | Spacewatch               |
| 326184            | 2012 BU134             | 16 de novembre de 2003 | Kitt Peak            | Spacewatch               |
| 326185            | 2012 BN139             | 24 de novembre de 2003 | Kitt Peak            | Spacewatch               |
| 326186            | 2012 CO                | 24 de febrer de 1998   | Kitt Peak            | Spacewatch               |
| 326187            | 2012 CO1               | 1 d'octubre de 2005    | Kitt Peak            | Spacewatch               |
| 326188            | 2012 CV1               | 1 de novembre de 2006  | Mount Lemmon         | Mt. Lemmon Survey        |
| 326189            | 2012 CB3               | 19 de setembre de 2003 | Kitt Peak            | Spacewatch               |
| 326190            | 2012 CE5               | 6 de novembre de 1999  | Kitt Peak            | Spacewatch               |
| 326191            | 2012 CK7               | 12 d'octubre de 2004   | Kitt Peak            | Spacewatch               |
| 326192            | 2012 CH8               | 8 de febrer de 1995    | Kitt Peak            | Spacewatch               |
| 326193            | 2012 CN8               | 27 de gener de 2003    | Socorro              | LINEAR                   |
| 326194            | 2012 CB9               | 10 de gener de 2006    | Mount Lemmon         | Mt. Lemmon Survey        |
| 326195            | 2012 CA12              | 17 de setembre de 2006 | Kitt Peak            | Spacewatch               |
| 326196            | 2012 CD13              | 19 de març de 2001     | Kitt Peak            | Spacewatch               |
| 326197            | 2012 CX13              | 29 de març de 2004     | Kitt Peak            | Spacewatch               |
| 326198            | 2012 CN14              | 14 de juliol de 2002   | Palomar              | NEAT                     |
| 326199            | 2012 CH15              | 25 de desembre de 2005 | Mount Lemmon         | Mt. Lemmon Survey        |
| 326200            | 2012 CR15              | 25 d'abril de 2008     | Kitt Peak            | Spacewatch               |

## 326201-326300
| Nom              | Designació provisional | Data de descobriment   | Lloc de descobriment | Descobridor/s                                          |
| ---------------- | ---------------------- | ---------------------- | -------------------- | ------------------------------------------------------ |
| 326201           | 2012 CS17              | 29 de febrer de 2004   | Kitt Peak            | Spacewatch                                             |
| 326202           | 2012 CW18              | 7 de febrer de 2003    | Anderson Mesa        | LONEOS                                                 |
| 326203           | 2012 CW20              | 8 de març de 2005      | Kitt Peak            | Spacewatch                                             |
| 326204           | 2012 CG21              | 18 de setembre de 2003 | Palomar              | NEAT                                                   |
| 326205           | 2012 CK21              | 21 de març de 2001     | Kitt Peak            | Spacewatch                                             |
| 326206           | 2012 CN21              | 21 de desembre de 2005 | Kitt Peak            | Spacewatch                                             |
| 326207           | 2012 CH25              | 5 de desembre de 2005  | Kitt Peak            | Spacewatch                                             |
| 326208           | 2012 CP28              | 25 d'agost de 2004     | Kitt Peak            | Spacewatch                                             |
| 326209           | 2012 CL35              | 13 d'octubre de 1999   | Kitt Peak            | Spacewatch                                             |
| 326210           | 2012 CG37              | 10 de març de 2007     | Mount Lemmon         | Mt. Lemmon Survey                                      |
| 326211           | 2012 CP38              | 1 de febrer de 2006    | Mount Lemmon         | Mt. Lemmon Survey                                      |
| 326212           | 2012 CC39              | 5 de juliol de 2005    | Mount Lemmon         | Mt. Lemmon Survey                                      |
| 326213           | 2012 CJ39              | 9 de març de 2005      | Mount Lemmon         | Mt. Lemmon Survey                                      |
| 326214           | 2012 CM39              | 26 de gener de 1998    | Kitt Peak            | Spacewatch                                             |
| 326215           | 2012 CA41              | 25 d'agost de 2000     | Cerro Tololo         | M. W. Buie                                             |
| 326216           | 2012 CC42              | 10 de febrer de 2002   | Socorro              | LINEAR                                                 |
| 326217           | 2012 CK42              | 29 de novembre de 2005 | Kitt Peak            | Spacewatch                                             |
| 326218           | 2012 CX43              | 18 d'abril de 1998     | Kitt Peak            | Spacewatch                                             |
| 326219           | 2012 CM44              | 10 de març de 2003     | Kitt Peak            | Spacewatch                                             |
| 326220           | 2012 CM47              | 14 d'abril de 2002     | Palomar              | NEAT                                                   |
| 326221           | 2012 CD50              | 15 de setembre de 2006 | Kitt Peak            | Spacewatch                                             |
| 326222           | 2012 CQ50              | 14 d'abril de 2007     | Kitt Peak            | Spacewatch                                             |
| 326223           | 2012 DH1               | 25 de juny de 2000     | Kitt Peak            | Spacewatch                                             |
| 326224           | 2012 DL5               | 25 d'octubre de 2005   | Kitt Peak            | Spacewatch                                             |
| 326225           | 2012 DW5               | 26 d'abril de 2006     | Kitt Peak            | Spacewatch                                             |
| 326226           | 2012 DR6               | 1 de març de 2005      | Kitt Peak            | Spacewatch                                             |
| 326227           | 2012 DZ6               | 23 de setembre de 2005 | Kitt Peak            | Spacewatch                                             |
| 326228           | 2012 DQ7               | 3 d'octubre de 2006    | Mount Lemmon         | Mt. Lemmon Survey                                      |
| 326229           | 2012 DY7               | 24 d'agost de 2003     | Palomar              | NEAT                                                   |
| 326230           | 2012 DE8               | 30 de desembre de 2005 | Kitt Peak            | Spacewatch                                             |
| 326231           | 2012 DS8               | 18 de novembre de 1998 | Kitt Peak            | Spacewatch                                             |
| 326232           | 2012 DS9               | 7 de setembre de 1999  | Kitt Peak            | Spacewatch                                             |
| 326233           | 2012 DD17              | 7 de febrer de 2002    | Socorro              | LINEAR                                                 |
| 326234           | 2012 DK17              | 2 d'abril de 2006      | Mount Lemmon         | Mt. Lemmon Survey                                      |
| 326235           | 2012 DO18              | 26 d'agost de 2003     | Cerro Tololo         | M. W. Buie                                             |
| 326236           | 2012 DC20              | 9 de gener de 2005     | Catalina             | CSS                                                    |
| 326237           | 2012 DG20              | 19 de setembre de 1998 | Apache Point         | Sloan Digital Sky Survey                               |
| 326238           | 2012 DN20              | 9 de març de 2005      | Kitt Peak            | Spacewatch                                             |
| 326239           | 2012 DT20              | 30 de desembre de 2005 | Kitt Peak            | Spacewatch                                             |
| 326240           | 2012 DB21              | 6 de febrer de 2007    | Palomar              | NEAT                                                   |
| 326241           | 2012 DG21              | 27 de març de 1995     | Kitt Peak            | Spacewatch                                             |
| 326242           | 2012 DS21              | 26 d'abril de 2000     | Kitt Peak            | Spacewatch                                             |
| 326243           | 2012 DT21              | 3 de juliol de 1995    | Kitt Peak            | Spacewatch                                             |
| 326244           | 2012 DN24              | 1 de febrer de 2006    | Mount Lemmon         | Mt. Lemmon Survey                                      |
| 326245           | 2012 DG25              | 30 de març de 2008     | Kitt Peak            | Spacewatch                                             |
| 326246           | 2012 DL25              | 1 d'octubre de 2005    | Kitt Peak            | Spacewatch                                             |
| 326247           | 2012 DS25              | 11 de març de 2005     | Kitt Peak            | Spacewatch                                             |
| 326248           | 2012 DB26              | 10 d'abril de 2002     | Socorro              | LINEAR                                                 |
| 326249           | 2012 DM26              | 11 de juny de 2005     | Kitt Peak            | Spacewatch                                             |
| 326250           | 2012 DC27              | 19 de gener de 2001    | Kitt Peak            | Spacewatch                                             |
| 326251           | 2012 DU36              | 24 de març de 2003     | Kitt Peak            | Spacewatch                                             |
| 326252           | 2012 DC41              | 27 d'octubre de 2005   | Kitt Peak            | Spacewatch                                             |
| 326253           | 2012 DF42              | 31 de gener de 2006    | Mount Lemmon         | Mt. Lemmon Survey                                      |
| 326254           | 2012 DD43              | 20 de maig de 2005     | Mount Lemmon         | Mt. Lemmon Survey                                      |
| 326255           | 2012 DN48              | 26 de setembre de 2006 | Kitt Peak            | Spacewatch                                             |
| 326256           | 2012 DK53              | 8 d'agost de 2004      | Socorro              | LINEAR                                                 |
| 326257           | 2012 DK56              | 7 de març de 2003      | Socorro              | LINEAR                                                 |
| 326258           | 2012 DV59              | 24 de gener de 2006    | Anderson Mesa        | LONEOS                                                 |
| 326259           | 2012 DO66              | 24 de novembre de 2006 | Kitt Peak            | Spacewatch                                             |
| 326260           | 2012 DE67              | 31 d'octubre de 2005   | Mount Lemmon         | Mt. Lemmon Survey                                      |
| 326261           | 2012 DZ75              | 25 de maig de 2006     | Mount Lemmon         | Mt. Lemmon Survey                                      |
| 326262           | 2012 EP1               | 9 de novembre de 1999  | Kitt Peak            | Spacewatch                                             |
| 326263           | 2741 P-L               | 24 de setembre de 1960 | Palomar              | C. J. van Houten, I. van Houten-Groeneveld, T. Gehrels |
| 326264           | 3488 T-3               | 16 d'octubre de 1977   | Palomar              | C. J. van Houten, I. van Houten-Groeneveld, T. Gehrels |
| 326265           | 3494 T-3               | 16 d'octubre de 1977   | Palomar              | C. J. van Houten, I. van Houten-Groeneveld, T. Gehrels |
| 326266           | 5087 T-3               | 16 d'octubre de 1977   | Palomar              | C. J. van Houten, I. van Houten-Groeneveld, T. Gehrels |
| 326267           | 1993 BG8               | 21 de gener de 1993    | Kitt Peak            | Spacewatch                                             |
| 326268           | 1993 TT2               | 15 d'octubre de 1993   | Kitt Peak            | Spacewatch                                             |
| 326269           | 1994 LL4               | 3 de juny de 1994      | La Silla             | H. Debehogne                                           |
| 326270           | 1994 SO7               | 28 de setembre de 1994 | Kitt Peak            | Spacewatch                                             |
| 326271           | 1995 BK14              | 31 de gener de 1995    | Kitt Peak            | Spacewatch                                             |
| 326272           | 1995 BG15              | 31 de gener de 1995    | Kitt Peak            | Spacewatch                                             |
| 326273           | 1995 DP7               | 24 de febrer de 1995   | Kitt Peak            | Spacewatch                                             |
| 326274           | 1995 QM14              | 27 d'agost de 1995     | Kitt Peak            | Spacewatch                                             |
| 326275           | 1995 SR34              | 22 de setembre de 1995 | Kitt Peak            | Spacewatch                                             |
| 326276           | 1995 SE43              | 25 de setembre de 1995 | Kitt Peak            | Spacewatch                                             |
| 326277           | 1995 WS28              | 19 de novembre de 1995 | Kitt Peak            | Spacewatch                                             |
| 326278           | 1996 GA16              | 13 d'abril de 1996     | Kitt Peak            | Spacewatch                                             |
| 326279           | 1996 RE7               | 5 de setembre de 1996  | Kitt Peak            | Spacewatch                                             |
| 326280           | 1996 TU27              | 7 d'octubre de 1996    | Kitt Peak            | Spacewatch                                             |
| 326281           | 1996 VT11              | 4 de novembre de 1996  | Kitt Peak            | Spacewatch                                             |
| 326282           | 1996 VN25              | 10 de novembre de 1996 | Kitt Peak            | Spacewatch                                             |
| 326283           | 1996 VZ25              | 10 de novembre de 1996 | Kitt Peak            | Spacewatch                                             |
| 326284           | 1996 XX3               | 4 de desembre de 1996  | Kitt Peak            | Spacewatch                                             |
| 326285           | 1996 XZ7               | 1 de desembre de 1996  | Kitt Peak            | Spacewatch                                             |
| 326286           | 1997 SO30              | 30 de setembre de 1997 | Kitt Peak            | Spacewatch                                             |
| 326287           | 1997 UB6               | 23 d'octubre de 1997   | Kitt Peak            | Spacewatch                                             |
| 326288           | 1997 UQ9               | 30 d'octubre de 1997   | Prescott             | P. G. Comba                                            |
| 326289           | 1997 WY6               | 23 de novembre de 1997 | Kitt Peak            | Spacewatch                                             |
| 326290 Akhenaten | 1998 HE3               | 21 d'abril de 1998     | Goodricke-Pigott     | R. A. Tucker                                           |
| 326291           | 1998 HM3               | 21 d'abril de 1998     | Socorro              | LINEAR                                                 |
| 326292           | 1998 HR3               | 19 d'abril de 1998     | Kitt Peak            | Spacewatch                                             |
| 326293           | 1998 MH6               | 19 de juny de 1998     | Kitt Peak            | Spacewatch                                             |
| 326294           | 1998 RE31              | 14 de setembre de 1998 | Socorro              | LINEAR                                                 |
| 326295           | 1998 RU31              | 14 de setembre de 1998 | Socorro              | LINEAR                                                 |
| 326296           | 1998 SC44              | 21 de setembre de 1998 | Kitt Peak            | Spacewatch                                             |
| 326297           | 1998 SQ51              | 27 de setembre de 1998 | Kitt Peak            | Spacewatch                                             |
| 326298           | 1998 SW56              | 17 de setembre de 1998 | Anderson Mesa        | LONEOS                                                 |
| 326299           | 1998 SN172             | 19 de setembre de 1998 | Apache Point         | Sloan Digital Sky Survey                               |
| 326300           | 1998 TL14              | 14 d'octubre de 1998   | Kitt Peak            | Spacewatch                                             |

## 326301-326400
| Nom    | Designació provisional | Data de descobriment   | Lloc de descobriment | Descobridor/s                |
| ------ | ---------------------- | ---------------------- | -------------------- | ---------------------------- |
| 326301 | 1998 TS26              | 14 d'octubre de 1998   | Kitt Peak            | Spacewatch                   |
| 326302 | 1998 VN                | 10 de novembre de 1998 | Socorro              | LINEAR                       |
| 326303 | 1998 VY31              | 14 de novembre de 1998 | Socorro              | LINEAR                       |
| 326304 | 1998 WO26              | 16 de novembre de 1998 | Kitt Peak            | Spacewatch                   |
| 326305 | 1998 WK40              | 23 de novembre de 1998 | Kitt Peak            | Spacewatch                   |
| 326306 | 1998 XY4               | 12 de desembre de 1998 | Socorro              | LINEAR                       |
| 326307 | 1998 XE10              | 8 de desembre de 1998  | Caussols             | ODAS                         |
| 326308 | 1999 FS73              | 20 de març de 1999     | Apache Point         | Sloan Digital Sky Survey     |
| 326309 | 1999 RF2               | 4 de setembre de 1999  | Kitt Peak            | Spacewatch                   |
| 326310 | 1999 RO153             | 9 de setembre de 1999  | Socorro              | LINEAR                       |
| 326311 | 1999 RL162             | 9 de setembre de 1999  | Socorro              | LINEAR                       |
| 326312 | 1999 TG69              | 9 d'octubre de 1999    | Kitt Peak            | Spacewatch                   |
| 326313 | 1999 TJ140             | 6 d'octubre de 1999    | Socorro              | LINEAR                       |
| 326314 | 1999 TJ204             | 13 d'octubre de 1999   | Socorro              | LINEAR                       |
| 326315 | 1999 UE22              | 31 d'octubre de 1999   | Kitt Peak            | Spacewatch                   |
| 326316 | 1999 UH29              | 31 d'octubre de 1999   | Kitt Peak            | Spacewatch                   |
| 326317 | 1999 VN23              | 13 de novembre de 1999 | Eskridge             | G. Hug, G. Bell              |
| 326318 | 1999 VK85              | 5 de novembre de 1999  | Catalina             | CSS                          |
| 326319 | 1999 VV124             | 10 de novembre de 1999 | Kitt Peak            | Spacewatch                   |
| 326320 | 1999 VK131             | 9 de novembre de 1999  | Kitt Peak            | Spacewatch                   |
| 326321 | 1999 VT180             | 7 de novembre de 1999  | Socorro              | LINEAR                       |
| 326322 | 1999 VW205             | 12 de novembre de 1999 | Socorro              | LINEAR                       |
| 326323 | 1999 VY210             | 13 de novembre de 1999 | Catalina             | CSS                          |
| 326324 | 1999 XP69              | 7 de desembre de 1999  | Socorro              | LINEAR                       |
| 326325 | 1999 XL217             | 13 de desembre de 1999 | Kitt Peak            | Spacewatch                   |
| 326326 | 1999 XN223             | 13 de desembre de 1999 | Kitt Peak            | Spacewatch                   |
| 326327 | 1999 YR8               | 27 de desembre de 1999 | Kitt Peak            | Spacewatch                   |
| 326328 | 2000 BO9               | 26 de gener de 2000    | Kitt Peak            | Spacewatch                   |
| 326329 | 2000 EY15              | 3 de març de 2000      | Kitt Peak            | Spacewatch                   |
| 326330 | 2000 ES72              | 10 de març de 2000     | Kitt Peak            | Spacewatch                   |
| 326331 | 2000 EA99              | 10 de març de 2000     | Kitt Peak            | Spacewatch                   |
| 326332 | 2000 GS146             | 6 d'abril de 2000      | Socorro              | LINEAR                       |
| 326333 | 2000 KX4               | 27 de maig de 2000     | Socorro              | LINEAR                       |
| 326334 | 2000 QK7               | 25 d'agost de 2000     | Socorro              | LINEAR                       |
| 326335 | 2000 QF63              | 28 d'agost de 2000     | Socorro              | LINEAR                       |
| 326336 | 2000 QU93              | 26 d'agost de 2000     | Socorro              | LINEAR                       |
| 326337 | 2000 QC145             | 31 d'agost de 2000     | Socorro              | LINEAR                       |
| 326338 | 2000 QM197             | 29 d'agost de 2000     | Socorro              | LINEAR                       |
| 326339 | 2000 RZ56              | 7 de setembre de 2000  | Kitt Peak            | Spacewatch                   |
| 326340 | 2000 RC79              | 9 de setembre de 2000  | Anderson Mesa        | LONEOS                       |
| 326341 | 2000 RD98              | 5 de setembre de 2000  | Anderson Mesa        | LONEOS                       |
| 326342 | 2000 RT106             | 3 de setembre de 2000  | Apache Point         | Sloan Digital Sky Survey     |
| 326343 | 2000 SF13              | 21 de setembre de 2000 | Socorro              | LINEAR                       |
| 326344 | 2000 SR26              | 23 de setembre de 2000 | Socorro              | LINEAR                       |
| 326345 | 2000 SM34              | 24 de setembre de 2000 | Socorro              | LINEAR                       |
| 326346 | 2000 SZ55              | 24 de setembre de 2000 | Socorro              | LINEAR                       |
| 326347 | 2000 SU81              | 24 de setembre de 2000 | Socorro              | LINEAR                       |
| 326348 | 2000 SB136             | 23 de setembre de 2000 | Socorro              | LINEAR                       |
| 326349 | 2000 SP202             | 24 de setembre de 2000 | Socorro              | LINEAR                       |
| 326350 | 2000 SS217             | 26 de setembre de 2000 | Socorro              | LINEAR                       |
| 326351 | 2000 SX245             | 24 de setembre de 2000 | Socorro              | LINEAR                       |
| 326352 | 2000 SD263             | 25 de setembre de 2000 | Socorro              | LINEAR                       |
| 326353 | 2000 SC268             | 27 de setembre de 2000 | Socorro              | LINEAR                       |
| 326354 | 2000 SJ344             | 30 de setembre de 2000 | Mauna Kea            | D. J. Tholen, R. J. Whiteley |
| 326355 | 2000 SA347             | 26 de setembre de 2000 | Haleakala            | NEAT                         |
| 326356 | 2000 SP361             | 23 de setembre de 2000 | Anderson Mesa        | LONEOS                       |
| 326357 | 2000 SH367             | 22 de setembre de 2000 | Socorro              | LINEAR                       |
| 326358 | 2000 TV35              | 6 d'octubre de 2000    | Anderson Mesa        | LONEOS                       |
| 326359 | 2000 TD41              | 1 d'octubre de 2000    | Anderson Mesa        | LONEOS                       |
| 326360 | 2000 TE51              | 1 d'octubre de 2000    | Socorro              | LINEAR                       |
| 326361 | 2000 UX5               | 25 d'octubre de 2000   | Kitt Peak            | Spacewatch                   |
| 326362 | 2000 UD19              | 29 d'octubre de 2000   | Socorro              | LINEAR                       |
| 326363 | 2000 UW81              | 25 d'octubre de 2000   | Socorro              | LINEAR                       |
| 326364 | 2000 VC2               | 1 de novembre de 2000  | Socorro              | LINEAR                       |
| 326365 | 2000 VR19              | 1 de novembre de 2000  | Socorro              | LINEAR                       |
| 326366 | 2000 WV21              | 20 de novembre de 2000 | Socorro              | LINEAR                       |
| 326367 | 2000 WU30              | 20 de novembre de 2000 | Socorro              | LINEAR                       |
| 326368 | 2000 WE63              | 27 de novembre de 2000 | Haleakala            | NEAT                         |
| 326369 | 2000 WO74              | 20 de novembre de 2000 | Socorro              | LINEAR                       |
| 326370 | 2000 WW74              | 20 de novembre de 2000 | Socorro              | LINEAR                       |
| 326371 | 2000 WN120             | 20 de novembre de 2000 | Socorro              | LINEAR                       |
| 326372 | 2000 WF184             | 30 de novembre de 2000 | Anderson Mesa        | LONEOS                       |
| 326373 | 2000 XT14              | 4 de desembre de 2000  | Socorro              | LINEAR                       |
| 326374 | 2000 XO15              | 4 de desembre de 2000  | Prescott             | P. G. Comba                  |
| 326375 | 2001 BP53              | 17 de gener de 2001    | Haleakala            | NEAT                         |
| 326376 | 2001 CE7               | 1 de febrer de 2001    | Socorro              | LINEAR                       |
| 326377 | 2001 DX22              | 17 de febrer de 2001   | Socorro              | LINEAR                       |
| 326378 | 2001 DK79              | 19 de febrer de 2001   | Haleakala            | NEAT                         |
| 326379 | 2001 FM58              | 24 de març de 2001     | Haleakala            | NEAT                         |
| 326380 | 2001 FG74              | 19 de març de 2001     | Socorro              | LINEAR                       |
| 326381 | 2001 FS175             | 16 de març de 2001     | Socorro              | LINEAR                       |
| 326382 | 2001 HQ19              | 24 d'abril de 2001     | Kitt Peak            | Spacewatch                   |
| 326383 | 2001 HG32              | 27 d'abril de 2001     | Socorro              | LINEAR                       |
| 326384 | 2001 HQ67              | 17 d'abril de 2001     | Anderson Mesa        | LONEOS                       |
| 326385 | 2001 KO51              | 25 de maig de 2001     | Socorro              | LINEAR                       |
| 326386 | 2001 OA14              | 20 de juliol de 2001   | Socorro              | LINEAR                       |
| 326387 | 2001 OL68              | 16 de juliol de 2001   | Anderson Mesa        | LONEOS                       |
| 326388 | 2001 QD96              | 19 d'agost de 2001     | Socorro              | LINEAR                       |
| 326389 | 2001 QC117             | 17 d'agost de 2001     | Socorro              | LINEAR                       |
| 326390 | 2001 QZ133             | 21 d'agost de 2001     | Socorro              | LINEAR                       |
| 326391 | 2001 QE203             | 23 d'agost de 2001     | Anderson Mesa        | LONEOS                       |
| 326392 | 2001 QW204             | 23 d'agost de 2001     | Anderson Mesa        | LONEOS                       |
| 326393 | 2001 QX265             | 20 d'agost de 2001     | Palomar              | NEAT                         |
| 326394 | 2001 QS327             | 17 d'agost de 2001     | Palomar              | NEAT                         |
| 326395 | 2001 RM24              | 7 de setembre de 2001  | Socorro              | LINEAR                       |
| 326396 | 2001 RZ37              | 8 de setembre de 2001  | Socorro              | LINEAR                       |
| 326397 | 2001 RO91              | 11 de setembre de 2001 | Anderson Mesa        | LONEOS                       |
| 326398 | 2001 RH97              | 12 de setembre de 2001 | Kitt Peak            | Spacewatch                   |
| 326399 | 2001 RJ115             | 12 de setembre de 2001 | Socorro              | LINEAR                       |
| 326400 | 2001 SH67              | 17 de setembre de 2001 | Socorro              | LINEAR                       |

## 326401-326500
| Nom    | Designació provisional | Data de descobriment   | Lloc de descobriment | Descobridor/s            |
| ------ | ---------------------- | ---------------------- | -------------------- | ------------------------ |
| 326401 | 2001 SP100             | 20 de setembre de 2001 | Socorro              | LINEAR                   |
| 326402 | 2001 SB119             | 16 de setembre de 2001 | Socorro              | LINEAR                   |
| 326403 | 2001 SQ128             | 16 de setembre de 2001 | Socorro              | LINEAR                   |
| 326404 | 2001 SW136             | 16 de setembre de 2001 | Socorro              | LINEAR                   |
| 326405 | 2001 SL137             | 16 de setembre de 2001 | Socorro              | LINEAR                   |
| 326406 | 2001 SK146             | 16 de setembre de 2001 | Socorro              | LINEAR                   |
| 326407 | 2001 SO171             | 16 de setembre de 2001 | Socorro              | LINEAR                   |
| 326408 | 2001 SQ177             | 16 de setembre de 2001 | Socorro              | LINEAR                   |
| 326409 | 2001 SG205             | 19 de setembre de 2001 | Socorro              | LINEAR                   |
| 326410 | 2001 SM211             | 19 de setembre de 2001 | Socorro              | LINEAR                   |
| 326411 | 2001 SV219             | 19 de setembre de 2001 | Socorro              | LINEAR                   |
| 326412 | 2001 SW229             | 19 de setembre de 2001 | Socorro              | LINEAR                   |
| 326413 | 2001 SU323             | 25 de setembre de 2001 | Socorro              | LINEAR                   |
| 326414 | 2001 SB326             | 17 de setembre de 2001 | Socorro              | LINEAR                   |
| 326415 | 2001 SK326             | 18 de setembre de 2001 | Anderson Mesa        | LONEOS                   |
| 326416 | 2001 SV342             | 21 de setembre de 2001 | Kitt Peak            | Spacewatch               |
| 326417 | 2001 TN12              | 13 d'octubre de 2001   | Socorro              | LINEAR                   |
| 326418 | 2001 TH27              | 14 d'octubre de 2001   | Socorro              | LINEAR                   |
| 326419 | 2001 TO30              | 14 d'octubre de 2001   | Socorro              | LINEAR                   |
| 326420 | 2001 TS54              | 14 d'octubre de 2001   | Socorro              | LINEAR                   |
| 326421 | 2001 TU76              | 13 d'octubre de 2001   | Socorro              | LINEAR                   |
| 326422 | 2001 TN99              | 14 d'octubre de 2001   | Socorro              | LINEAR                   |
| 326423 | 2001 TT111             | 14 d'octubre de 2001   | Socorro              | LINEAR                   |
| 326424 | 2001 TA130             | 15 d'octubre de 2001   | Kitt Peak            | Spacewatch               |
| 326425 | 2001 TJ155             | 13 d'octubre de 2001   | Kitt Peak            | Spacewatch               |
| 326426 | 2001 TO156             | 14 d'octubre de 2001   | Kitt Peak            | Spacewatch               |
| 326427 | 2001 TT158             | 11 d'octubre de 2001   | Palomar              | NEAT                     |
| 326428 | 2001 TW165             | 14 d'octubre de 2001   | Socorro              | LINEAR                   |
| 326429 | 2001 TF207             | 11 d'octubre de 2001   | Palomar              | NEAT                     |
| 326430 | 2001 TY240             | 14 d'octubre de 2001   | Socorro              | LINEAR                   |
| 326431 | 2001 TM250             | 14 d'octubre de 2001   | Apache Point         | Sloan Digital Sky Survey |
| 326432 | 2001 UG34              | 16 d'octubre de 2001   | Socorro              | LINEAR                   |
| 326433 | 2001 UF48              | 17 d'octubre de 2001   | Socorro              | LINEAR                   |
| 326434 | 2001 UQ66              | 19 d'octubre de 2001   | Socorro              | LINEAR                   |
| 326435 | 2001 UO99              | 17 d'octubre de 2001   | Socorro              | LINEAR                   |
| 326436 | 2001 UK122             | 22 d'octubre de 2001   | Socorro              | LINEAR                   |
| 326437 | 2001 UB145             | 23 d'octubre de 2001   | Socorro              | LINEAR                   |
| 326438 | 2001 UT179             | 26 d'octubre de 2001   | Haleakala            | NEAT                     |
| 326439 | 2001 UO202             | 19 d'octubre de 2001   | Kitt Peak            | Spacewatch               |
| 326440 | 2001 UZ206             | 20 d'octubre de 2001   | Socorro              | LINEAR                   |
| 326441 | 2001 UV228             | 29 d'octubre de 2001   | Palomar              | NEAT                     |
| 326442 | 2001 VF                | 6 de novembre de 2001  | Socorro              | LINEAR                   |
| 326443 | 2001 VT21              | 9 de novembre de 2001  | Socorro              | LINEAR                   |
| 326444 | 2001 VJ25              | 9 de novembre de 2001  | Socorro              | LINEAR                   |
| 326445 | 2001 VT50              | 10 de novembre de 2001 | Socorro              | LINEAR                   |
| 326446 | 2001 VK63              | 10 de novembre de 2001 | Socorro              | LINEAR                   |
| 326447 | 2001 VM64              | 10 de novembre de 2001 | Socorro              | LINEAR                   |
| 326448 | 2001 VA83              | 10 de novembre de 2001 | Socorro              | LINEAR                   |
| 326449 | 2001 VP89              | 12 de novembre de 2001 | Socorro              | LINEAR                   |
| 326450 | 2001 VZ92              | 15 de novembre de 2001 | Socorro              | LINEAR                   |
| 326451 | 2001 VE107             | 12 de novembre de 2001 | Socorro              | LINEAR                   |
| 326452 | 2001 VV133             | 11 de novembre de 2001 | Apache Point         | Sloan Digital Sky Survey |
| 326453 | 2001 WR24              | 18 de novembre de 2001 | Kitt Peak            | Spacewatch               |
| 326454 | 2001 WV27              | 17 de novembre de 2001 | Socorro              | LINEAR                   |
| 326455 | 2001 WL53              | 19 de novembre de 2001 | Socorro              | LINEAR                   |
| 326456 | 2001 WU97              | 19 de novembre de 2001 | Anderson Mesa        | LONEOS                   |
| 326457 | 2001 XZ23              | 9 de desembre de 2001  | Socorro              | LINEAR                   |
| 326458 | 2001 XN36              | 9 de desembre de 2001  | Socorro              | LINEAR                   |
| 326459 | 2001 XC92              | 10 de desembre de 2001 | Socorro              | LINEAR                   |
| 326460 | 2001 XZ109             | 19 de novembre de 2001 | Anderson Mesa        | LONEOS                   |
| 326461 | 2001 XT116             | 13 de desembre de 2001 | Socorro              | LINEAR                   |
| 326462 | 2001 XG153             | 14 de desembre de 2001 | Socorro              | LINEAR                   |
| 326463 | 2001 XA219             | 15 de desembre de 2001 | Socorro              | LINEAR                   |
| 326464 | 2001 YL31              | 18 de desembre de 2001 | Socorro              | LINEAR                   |
| 326465 | 2001 YE61              | 18 de desembre de 2001 | Socorro              | LINEAR                   |
| 326466 | 2001 YG117             | 18 de desembre de 2001 | Socorro              | LINEAR                   |
| 326467 | 2001 YW124             | 9 de desembre de 2001  | Socorro              | LINEAR                   |
| 326468 | 2002 AF33              | 6 de gener de 2002     | Kitt Peak            | Spacewatch               |
| 326469 | 2002 AL54              | 9 de gener de 2002     | Socorro              | LINEAR                   |
| 326470 | 2002 AS81              | 9 de gener de 2002     | Socorro              | LINEAR                   |
| 326471 | 2002 AT126             | 13 de gener de 2002    | Socorro              | LINEAR                   |
| 326472 | 2002 AK138             | 9 de gener de 2002     | Socorro              | LINEAR                   |
| 326473 | 2002 AY157             | 13 de gener de 2002    | Socorro              | LINEAR                   |
| 326474 | 2002 AY168             | 15 de gener de 2002    | Socorro              | LINEAR                   |
| 326475 | 2002 AL173             | 14 de gener de 2002    | Socorro              | LINEAR                   |
| 326476 | 2002 AQ173             | 14 de gener de 2002    | Socorro              | LINEAR                   |
| 326477 | 2002 AX209             | 9 de gener de 2002     | Apache Point         | Sloan Digital Sky Survey |
| 326478 | 2002 BN2               | 19 de gener de 2002    | Kitt Peak            | Spacewatch               |
| 326479 | 2002 CP8               | 5 de febrer de 2002    | Palomar              | NEAT                     |
| 326480 | 2002 CN48              | 3 de febrer de 2002    | Haleakala            | NEAT                     |
| 326481 | 2002 CH54              | 7 de febrer de 2002    | Socorro              | LINEAR                   |
| 326482 | 2002 CQ61              | 6 de febrer de 2002    | Socorro              | LINEAR                   |
| 326483 | 2002 CR173             | 8 de febrer de 2002    | Socorro              | LINEAR                   |
| 326484 | 2002 CK189             | 10 de febrer de 2002   | Socorro              | LINEAR                   |
| 326485 | 2002 EQ6               | 6 de març de 2002      | Siding Spring        | R. H. McNaught           |
| 326486 | 2002 EJ40              | 9 de març de 2002      | Socorro              | LINEAR                   |
| 326487 | 2002 EC51              | 6 de març de 2002      | Siding Spring        | R. H. McNaught           |
| 326488 | 2002 GU2               | 4 d'abril de 2002      | Haleakala            | NEAT                     |
| 326489 | 2002 GJ29              | 7 d'abril de 2002      | Cerro Tololo         | M. W. Buie               |
| 326490 | 2002 GB87              | 10 d'abril de 2002     | Socorro              | LINEAR                   |
| 326491 | 2002 GE98              | 10 d'abril de 2002     | Socorro              | LINEAR                   |
| 326492 | 2002 GR172             | 10 d'abril de 2002     | Socorro              | LINEAR                   |
| 326493 | 2002 GG173             | 10 d'abril de 2002     | Socorro              | LINEAR                   |
| 326494 | 2002 GX184             | 12 d'abril de 2002     | Palomar              | NEAT                     |
| 326495 | 2002 HN7               | 19 d'abril de 2002     | Kitt Peak            | Spacewatch               |
| 326496 | 2002 HU8               | 21 d'abril de 2002     | Kitt Peak            | Spacewatch               |
| 326497 | 2002 JG4               | 5 de maig de 2002      | Socorro              | LINEAR                   |
| 326498 | 2002 JE10              | 7 de maig de 2002      | Socorro              | LINEAR                   |
| 326499 | 2002 JJ65              | 9 de maig de 2002      | Socorro              | LINEAR                   |
| 326500 | 2002 JJ85              | 11 de maig de 2002     | Socorro              | LINEAR                   |

## 326501-326600
| Nom    | Designació provisional | Data de descobriment   | Lloc de descobriment | Descobridor/s            |
| ------ | ---------------------- | ---------------------- | -------------------- | ------------------------ |
| 326501 | 2002 JD128             | 7 de maig de 2002      | Palomar              | NEAT                     |
| 326502 | 2002 JF138             | 9 de maig de 2002      | Palomar              | NEAT                     |
| 326503 | 2002 JE140             | 10 de maig de 2002     | Palomar              | NEAT                     |
| 326504 | 2002 KK16              | 18 de maig de 2002     | Palomar              | NEAT                     |
| 326505 | 2002 LV5               | 5 de juny de 2002      | Palomar              | NEAT                     |
| 326506 | 2002 LB45              | 5 de juny de 2002      | Anderson Mesa        | LONEOS                   |
| 326507 | 2002 LB54              | 1 de juny de 2002      | Palomar              | NEAT                     |
| 326508 | 2002 LR61              | 1 de juny de 2002      | Palomar              | NEAT                     |
| 326509 | 2002 LQ62              | 1 de juny de 2002      | Palomar              | NEAT                     |
| 326510 | 2002 MH6               | 16 de juny de 2002     | Palomar              | NEAT                     |
| 326511 | 2002 NQ6               | 11 de juliol de 2002   | Campo Imperatore     | CINEOS                   |
| 326512 | 2002 NS6               | 11 de juliol de 2002   | Campo Imperatore     | CINEOS                   |
| 326513 | 2002 NB30              | 5 de juliol de 2002    | Kitt Peak            | Spacewatch               |
| 326514 | 2002 NT39              | 5 de juliol de 2002    | Palomar              | NEAT                     |
| 326515 | 2002 NB48              | 14 de juliol de 2002   | Palomar              | NEAT                     |
| 326516 | 2002 NS48              | 4 de juliol de 2002    | Palomar              | NEAT                     |
| 326517 | 2002 NW50              | 15 de juliol de 2002   | Palomar              | NEAT                     |
| 326518 | 2002 NW54              | 5 de juliol de 2002    | Palomar              | NEAT                     |
| 326519 | 2002 NR60              | 4 de juliol de 2002    | Palomar              | NEAT                     |
| 326520 | 2002 NP62              | 5 de juliol de 2002    | Palomar              | NEAT                     |
| 326521 | 2002 NZ63              | 18 de març de 2005     | Catalina             | CSS                      |
| 326522 | 2002 NS64              | 2 de juliol de 2002    | Palomar              | NEAT                     |
| 326523 | 2002 NC70              | 3 de juliol de 2002    | Palomar              | NEAT                     |
| 326524 | 2002 NV70              | 9 de juliol de 2002    | Palomar              | NEAT                     |
| 326525 | 2002 NF76              | 3 de setembre de 2008  | Kitt Peak            | Spacewatch               |
| 326526 | 2002 OF6               | 20 de juliol de 2002   | Palomar              | NEAT                     |
| 326527 | 2002 OM7               | 20 de juliol de 2002   | Palomar              | NEAT                     |
| 326528 | 2002 OP8               | 19 de juliol de 2002   | Palomar              | NEAT                     |
| 326529 | 2002 OE9               | 21 de juliol de 2002   | Palomar              | NEAT                     |
| 326530 | 2002 OA19              | 20 de juliol de 2002   | Palomar              | NEAT                     |
| 326531 | 2002 OO19              | 21 de juliol de 2002   | Palomar              | NEAT                     |
| 326532 | 2002 OX19              | 22 de juliol de 2002   | Palomar              | NEAT                     |
| 326533 | 2002 OC26              | 23 de juliol de 2002   | Palomar              | NEAT                     |
| 326534 | 2002 OR29              | 29 de juliol de 2002   | Palomar              | NEAT                     |
| 326535 | 2002 OU33              | 21 de juliol de 2002   | Palomar              | NEAT                     |
| 326536 | 2002 OU35              | 1 de setembre de 2008  | Dauban               | F. Kugel                 |
| 326537 | 2002 OR36              | 23 d'octubre de 2003   | Kitt Peak            | Spacewatch               |
| 326538 | 2002 PO1               | 4 d'agost de 2002      | Palomar              | NEAT                     |
| 326539 | 2002 PF4               | 4 d'agost de 2002      | Palomar              | NEAT                     |
| 326540 | 2002 PV9               | 5 d'agost de 2002      | Palomar              | NEAT                     |
| 326541 | 2002 PX11              | 4 d'agost de 2002      | Palomar              | NEAT                     |
| 326542 | 2002 PC17              | 6 d'agost de 2002      | Palomar              | NEAT                     |
| 326543 | 2002 PQ18              | 6 d'agost de 2002      | Palomar              | NEAT                     |
| 326544 | 2002 PT22              | 6 d'agost de 2002      | Palomar              | NEAT                     |
| 326545 | 2002 PS32              | 6 d'agost de 2002      | Palomar              | NEAT                     |
| 326546 | 2002 PR36              | 6 d'agost de 2002      | Palomar              | NEAT                     |
| 326547 | 2002 PV47              | 10 d'agost de 2002     | Socorro              | LINEAR                   |
| 326548 | 2002 PM68              | 6 d'agost de 2002      | Palomar              | NEAT                     |
| 326549 | 2002 PZ70              | 11 d'agost de 2002     | Socorro              | LINEAR                   |
| 326550 | 2002 PC73              | 9 de juliol de 2002    | Socorro              | LINEAR                   |
| 326551 | 2002 PM76              | 11 d'agost de 2002     | Palomar              | NEAT                     |
| 326552 | 2002 PP77              | 11 d'agost de 2002     | Haleakala            | NEAT                     |
| 326553 | 2002 PJ101             | 12 d'agost de 2002     | Socorro              | LINEAR                   |
| 326554 | 2002 PZ118             | 13 d'agost de 2002     | Anderson Mesa        | LONEOS                   |
| 326555 | 2002 PE122             | 13 d'agost de 2002     | Anderson Mesa        | LONEOS                   |
| 326556 | 2002 PR135             | 14 d'agost de 2002     | Socorro              | LINEAR                   |
| 326557 | 2002 PM156             | 8 d'agost de 2002      | Palomar              | S. F. Hoenig             |
| 326558 | 2002 PP165             | 13 d'agost de 2002     | Kitt Peak            | Spacewatch               |
| 326559 | 2002 PG166             | 8 d'agost de 2002      | Palomar              | A. Lowe                  |
| 326560 | 2002 PS166             | 11 d'agost de 2002     | Haleakala            | NEAT                     |
| 326561 | 2002 PZ174             | 15 d'agost de 2002     | Palomar              | NEAT                     |
| 326562 | 2002 PD175             | 11 d'agost de 2002     | Palomar              | NEAT                     |
| 326563 | 2002 PT176             | 28 de juliol de 2002   | Palomar              | NEAT                     |
| 326564 | 2002 PU176             | 11 d'agost de 2002     | Palomar              | NEAT                     |
| 326565 | 2002 PN180             | 8 d'agost de 2002      | Palomar              | NEAT                     |
| 326566 | 2002 PB186             | 24 de febrer de 2006   | Kitt Peak            | Spacewatch               |
| 326567 | 2002 PJ195             | 22 d'octubre de 2003   | Apache Point         | Sloan Digital Sky Survey |
| 326568 | 2002 PE196             | 26 de novembre de 2003 | Kitt Peak            | Spacewatch               |
| 326569 | 2002 QN1               | 16 d'agost de 2002     | Haleakala            | NEAT                     |
| 326570 | 2002 QD11              | 24 d'agost de 2002     | Palomar              | NEAT                     |
| 326571 | 2002 QT16              | 27 d'agost de 2002     | Palomar              | NEAT                     |
| 326572 | 2002 QD22              | 27 d'agost de 2002     | Palomar              | NEAT                     |
| 326573 | 2002 QG30              | 29 d'agost de 2002     | Palomar              | NEAT                     |
| 326574 | 2002 QO33              | 29 d'agost de 2002     | Palomar              | NEAT                     |
| 326575 | 2002 QY35              | 29 d'agost de 2002     | Palomar              | NEAT                     |
| 326576 | 2002 QB45              | 30 d'agost de 2002     | Palomar              | NEAT                     |
| 326577 | 2002 QQ56              | 17 d'agost de 2002     | Haleakala            | A. Lowe                  |
| 326578 | 2002 QB62              | 17 d'agost de 2002     | Palomar              | NEAT                     |
| 326579 | 2002 QB70              | 28 d'agost de 2002     | Palomar              | NEAT                     |
| 326580 | 2002 QM71              | 28 d'agost de 2002     | Palomar              | NEAT                     |
| 326581 | 2002 QA88              | 27 d'agost de 2002     | Palomar              | NEAT                     |
| 326582 | 2002 QO90              | 19 d'agost de 2002     | Palomar              | NEAT                     |
| 326583 | 2002 QY94              | 18 d'agost de 2002     | Palomar              | NEAT                     |
| 326584 | 2002 QQ95              | 18 d'agost de 2002     | Palomar              | NEAT                     |
| 326585 | 2002 QO101             | 28 d'agost de 2002     | Palomar              | NEAT                     |
| 326586 | 2002 QA104             | 16 d'agost de 2002     | Palomar              | NEAT                     |
| 326587 | 2002 QD107             | 29 d'agost de 2002     | Palomar              | NEAT                     |
| 326588 | 2002 QL108             | 17 d'agost de 2002     | Palomar              | NEAT                     |
| 326589 | 2002 QR115             | 19 d'agost de 2002     | Palomar              | NEAT                     |
| 326590 | 2002 QQ122             | 27 d'agost de 2002     | Palomar              | NEAT                     |
| 326591 | 2002 QF125             | 19 d'agost de 2002     | Palomar              | NEAT                     |
| 326592 | 2002 QN129             | 17 d'agost de 2002     | Palomar              | NEAT                     |
| 326593 | 2002 QJ133             | 5 de desembre de 2010  | Mount Lemmon         | Mt. Lemmon Survey        |
| 326594 | 2002 QP142             | 27 de febrer de 2006   | Mount Lemmon         | Mt. Lemmon Survey        |
| 326595 | 2002 QK145             | 10 de març de 2011     | Mount Lemmon         | Mt. Lemmon Survey        |
| 326596 | 2002 QB146             | 27 de febrer de 2006   | Kitt Peak            | Spacewatch               |
| 326597 | 2002 RF                | 1 de setembre de 2002  | Palomar              | NEAT                     |
| 326598 | 2002 RH4               | 3 de setembre de 2002  | Palomar              | NEAT                     |
| 326599 | 2002 RY4               | 3 de setembre de 2002  | Palomar              | NEAT                     |
| 326600 | 2002 RO5               | 3 de setembre de 2002  | Palomar              | NEAT                     |

## 326601-326700
| Nom    | Designació provisional | Data de descobriment   | Lloc de descobriment | Descobridor/s                        |
| ------ | ---------------------- | ---------------------- | -------------------- | ------------------------------------ |
| 326601 | 2002 RL8               | 3 de setembre de 2002  | Haleakala            | NEAT                                 |
| 326602 | 2002 RU12              | 4 de setembre de 2002  | Anderson Mesa        | LONEOS                               |
| 326603 | 2002 RC26              | 3 de setembre de 2002  | Haleakala            | NEAT                                 |
| 326604 | 2002 RD30              | 4 de setembre de 2002  | Anderson Mesa        | LONEOS                               |
| 326605 | 2002 RW31              | 4 de setembre de 2002  | Anderson Mesa        | LONEOS                               |
| 326606 | 2002 RR37              | 5 de setembre de 2002  | Anderson Mesa        | LONEOS                               |
| 326607 | 2002 RH50              | 31 d'agost de 2002     | Anderson Mesa        | LONEOS                               |
| 326608 | 2002 RS52              | 5 de setembre de 2002  | Socorro              | LINEAR                               |
| 326609 | 2002 RR53              | 5 de setembre de 2002  | Socorro              | LINEAR                               |
| 326610 | 2002 RP70              | 4 de setembre de 2002  | Palomar              | NEAT                                 |
| 326611 | 2002 RK72              | 5 de setembre de 2002  | Socorro              | LINEAR                               |
| 326612 | 2002 RM73              | 5 de setembre de 2002  | Socorro              | LINEAR                               |
| 326613 | 2002 RL105             | 5 de setembre de 2002  | Socorro              | LINEAR                               |
| 326614 | 2002 RD112             | 6 de setembre de 2002  | Socorro              | LINEAR                               |
| 326615 | 2002 RS115             | 6 de setembre de 2002  | Socorro              | LINEAR                               |
| 326616 | 2002 RW126             | 9 de setembre de 2002  | Palomar              | NEAT                                 |
| 326617 | 2002 RA127             | 10 de setembre de 2002 | Palomar              | NEAT                                 |
| 326618 | 2002 RG139             | 10 de setembre de 2002 | Haleakala            | NEAT                                 |
| 326619 | 2002 RT159             | 12 de setembre de 2002 | Palomar              | NEAT                                 |
| 326620 | 2002 RH163             | 12 de setembre de 2002 | Palomar              | NEAT                                 |
| 326621 | 2002 RZ172             | 13 de setembre de 2002 | Socorro              | LINEAR                               |
| 326622 | 2002 RG191             | 15 de setembre de 2002 | Haleakala            | NEAT                                 |
| 326623 | 2002 RO196             | 12 de setembre de 2002 | Palomar              | NEAT                                 |
| 326624 | 2002 RG204             | 14 de setembre de 2002 | Palomar              | NEAT                                 |
| 326625 | 2002 RL210             | 15 de setembre de 2002 | Kitt Peak            | Spacewatch                           |
| 326626 | 2002 RB223             | 15 de setembre de 2002 | Haleakala            | NEAT                                 |
| 326627 | 2002 RW242             | 14 de setembre de 2002 | Palomar              | NEAT                                 |
| 326628 | 2002 RT248             | 14 de setembre de 2002 | Palomar              | NEAT                                 |
| 326629 | 2002 RF249             | 15 de setembre de 2002 | Xinglong             | Beijing Schmidt CCD Asteroid Program |
| 326630 | 2002 RZ249             | 13 de setembre de 2002 | Palomar              | NEAT                                 |
| 326631 | 2002 RU278             | 3 de setembre de 2002  | Palomar              | NEAT                                 |
| 326632 | 2002 RJ281             | 25 de març de 2006     | Kitt Peak            | Spacewatch                           |
| 326633 | 2002 SU5               | 27 de setembre de 2002 | Palomar              | NEAT                                 |
| 326634 | 2002 SB11              | 27 de setembre de 2002 | Palomar              | NEAT                                 |
| 326635 | 2002 ST20              | 26 de setembre de 2002 | Palomar              | NEAT                                 |
| 326636 | 2002 SX23              | 27 de setembre de 2002 | Socorro              | LINEAR                               |
| 326637 | 2002 SB24              | 27 de setembre de 2002 | Socorro              | LINEAR                               |
| 326638 | 2002 SS25              | 28 de setembre de 2002 | Haleakala            | NEAT                                 |
| 326639 | 2002 SL26              | 29 de setembre de 2002 | Haleakala            | NEAT                                 |
| 326640 | 2002 SE29              | 28 de setembre de 2002 | Palomar              | NEAT                                 |
| 326641 | 2002 SZ31              | 28 de setembre de 2002 | Haleakala            | NEAT                                 |
| 326642 | 2002 SG46              | 29 de setembre de 2002 | Haleakala            | NEAT                                 |
| 326643 | 2002 ST47              | 30 de setembre de 2002 | Socorro              | LINEAR                               |
| 326644 | 2002 SX48              | 30 de setembre de 2002 | Socorro              | LINEAR                               |
| 326645 | 2002 SA56              | 30 de setembre de 2002 | Socorro              | LINEAR                               |
| 326646 | 2002 TE                | 1 d'octubre de 2002    | Haleakala            | NEAT                                 |
| 326647 | 2002 TM20              | 2 d'octubre de 2002    | Socorro              | LINEAR                               |
| 326648 | 2002 TE39              | 2 d'octubre de 2002    | Socorro              | LINEAR                               |
| 326649 | 2002 TB55              | 2 d'octubre de 2002    | Haleakala            | NEAT                                 |
| 326650 | 2002 TG60              | 3 d'octubre de 2002    | Palomar              | NEAT                                 |
| 326651 | 2002 TM66              | 3 d'octubre de 2002    | Socorro              | LINEAR                               |
| 326652 | 2002 TS99              | 4 d'octubre de 2002    | Socorro              | LINEAR                               |
| 326653 | 2002 TR103             | 4 d'octubre de 2002    | Socorro              | LINEAR                               |
| 326654 | 2002 TE124             | 4 d'octubre de 2002    | Palomar              | NEAT                                 |
| 326655 | 2002 TM159             | 5 d'octubre de 2002    | Palomar              | NEAT                                 |
| 326656 | 2002 TM200             | 4 d'octubre de 2002    | Socorro              | LINEAR                               |
| 326657 | 2002 TK205             | 4 d'octubre de 2002    | Socorro              | LINEAR                               |
| 326658 | 2002 TL221             | 6 d'octubre de 2002    | Socorro              | LINEAR                               |
| 326659 | 2002 TO224             | 8 d'octubre de 2002    | Anderson Mesa        | LONEOS                               |
| 326660 | 2002 TO234             | 6 d'octubre de 2002    | Socorro              | LINEAR                               |
| 326661 | 2002 TS267             | 8 d'octubre de 2002    | Anderson Mesa        | LONEOS                               |
| 326662 | 2002 TT304             | 15 d'octubre de 2002   | Palomar              | NEAT                                 |
| 326663 | 2002 TW324             | 5 d'octubre de 2002    | Apache Point         | Sloan Digital Sky Survey             |
| 326664 | 2002 TK347             | 5 d'octubre de 2002    | Apache Point         | Sloan Digital Sky Survey             |
| 326665 | 2002 TH366             | 6 d'octubre de 2002    | Haleakala            | NEAT                                 |
| 326666 | 2002 UJ1               | 28 d'octubre de 2002   | Kitt Peak            | Spacewatch                           |
| 326667 | 2002 UZ3               | 29 d'octubre de 2002   | Palomar              | NEAT                                 |
| 326668 | 2002 UC5               | 28 d'octubre de 2002   | Palomar              | NEAT                                 |
| 326669 | 2002 UX9               | 26 d'octubre de 2002   | Haleakala            | NEAT                                 |
| 326670 | 2002 UU39              | 31 d'octubre de 2002   | Palomar              | NEAT                                 |
| 326671 | 2002 UF48              | 31 d'octubre de 2002   | Socorro              | LINEAR                               |
| 326672 | 2002 UA64              | 30 d'octubre de 2002   | Apache Point         | Sloan Digital Sky Survey             |
| 326673 | 2002 VB5               | 1 de novembre de 2002  | Socorro              | LINEAR                               |
| 326674 | 2002 VL12              | 4 de novembre de 2002  | Anderson Mesa        | LONEOS                               |
| 326675 | 2002 VC108             | 12 de novembre de 2002 | Socorro              | LINEAR                               |
| 326676 | 2002 VR115             | 11 de novembre de 2002 | Anderson Mesa        | LONEOS                               |
| 326677 | 2002 VX115             | 11 de novembre de 2002 | Socorro              | LINEAR                               |
| 326678 | 2002 VM116             | 12 de novembre de 2002 | Palomar              | NEAT                                 |
| 326679 | 2002 VH127             | 14 de novembre de 2002 | Socorro              | LINEAR                               |
| 326680 | 2002 VM134             | 6 de novembre de 2002  | Socorro              | LINEAR                               |
| 326681 | 2002 VK140             | 13 de novembre de 2002 | Palomar              | NEAT                                 |
| 326682 | 2002 VO147             | 14 de novembre de 2002 | Palomar              | NEAT                                 |
| 326683 | 2002 WP                | 18 de novembre de 2002 | Palomar              | NEAT                                 |
| 326684 | 2002 XJ9               | 2 de desembre de 2002  | Socorro              | LINEAR                               |
| 326685 | 2002 XT35              | 7 de desembre de 2002  | Desert Eagle         | W. K. Y. Yeung                       |
| 326686 | 2002 XM43              | 1 de desembre de 2002  | Socorro              | LINEAR                               |
| 326687 | 2002 XZ70              | 10 de desembre de 2002 | Socorro              | LINEAR                               |
| 326688 | 2002 XG79              | 11 de desembre de 2002 | Socorro              | LINEAR                               |
| 326689 | 2002 XO80              | 11 de desembre de 2002 | Socorro              | LINEAR                               |
| 326690 | 2002 XY107             | 5 de desembre de 2002  | Socorro              | LINEAR                               |
| 326691 | 2002 XK116             | 11 de desembre de 2002 | Apache Point         | Sloan Digital Sky Survey             |
| 326692 | 2002 YP30              | 31 de desembre de 2002 | Socorro              | LINEAR                               |
| 326693 | 2003 AR1               | 1 de gener de 2003     | Socorro              | LINEAR                               |
| 326694 | 2003 AN20              | 5 de gener de 2003     | Socorro              | LINEAR                               |
| 326695 | 2003 AJ27              | 4 de gener de 2003     | Socorro              | LINEAR                               |
| 326696 | 2003 AM46              | 5 de gener de 2003     | Socorro              | LINEAR                               |
| 326697 | 2003 AY52              | 5 de gener de 2003     | Socorro              | LINEAR                               |
| 326698 | 2003 AD78              | 10 de gener de 2003    | Socorro              | LINEAR                               |
| 326699 | 2003 BF2               | 25 de gener de 2003    | Palomar              | NEAT                                 |
| 326700 | 2003 BM2               | 25 de gener de 2003    | Anderson Mesa        | LONEOS                               |

## 326701-326800
| Nom    | Designació provisional | Data de descobriment   | Lloc de descobriment | Descobridor/s            |
| ------ | ---------------------- | ---------------------- | -------------------- | ------------------------ |
| 326701 | 2003 BK7               | 25 de gener de 2003    | Kitt Peak            | Spacewatch               |
| 326702 | 2003 BD49              | 26 de gener de 2003    | Haleakala            | NEAT                     |
| 326703 | 2003 BX49              | 27 de gener de 2003    | Socorro              | LINEAR                   |
| 326704 | 2003 BP55              | 28 de gener de 2003    | Socorro              | LINEAR                   |
| 326705 | 2003 BQ66              | 30 de gener de 2003    | Anderson Mesa        | LONEOS                   |
| 326706 | 2003 BY74              | 29 de gener de 2003    | Palomar              | NEAT                     |
| 326707 | 2003 BM76              | 29 de gener de 2003    | Palomar              | NEAT                     |
| 326708 | 2003 BN77              | 30 de gener de 2003    | Anderson Mesa        | LONEOS                   |
| 326709 | 2003 BQ83              | 31 de gener de 2003    | Socorro              | LINEAR                   |
| 326710 | 2003 BV92              | 26 de gener de 2003    | Haleakala            | NEAT                     |
| 326711 | 2003 CW10              | 3 de febrer de 2003    | Anderson Mesa        | LONEOS                   |
| 326712 | 2003 CC15              | 4 de febrer de 2003    | Socorro              | LINEAR                   |
| 326713 | 2003 CS16              | 8 de febrer de 2003    | Socorro              | LINEAR                   |
| 326714 | 2003 DL7               | 23 de febrer de 2003   | Campo Imperatore     | CINEOS                   |
| 326715 | 2003 EO14              | 6 de març de 2003      | Anderson Mesa        | LONEOS                   |
| 326716 | 2003 ED16              | 7 de març de 2003      | Socorro              | LINEAR                   |
| 326717 | 2003 EA17              | 7 de març de 2003      | Socorro              | LINEAR                   |
| 326718 | 2003 EE31              | 6 de març de 2003      | Palomar              | NEAT                     |
| 326719 | 2003 ED36              | 7 de març de 2003      | Anderson Mesa        | LONEOS                   |
| 326720 | 2003 EH47              | 14 de gener de 2003    | Palomar              | NEAT                     |
| 326721 | 2003 EZ62              | 14 de març de 2003     | Palomar              | NEAT                     |
| 326722 | 2003 FZ28              | 24 de març de 2003     | Haleakala            | NEAT                     |
| 326723 | 2003 FF67              | 26 de març de 2003     | Palomar              | NEAT                     |
| 326724 | 2003 FD77              | 27 de març de 2003     | Palomar              | NEAT                     |
| 326725 | 2003 FJ94              | 29 de març de 2003     | Anderson Mesa        | LONEOS                   |
| 326726 | 2003 FD131             | 23 de març de 2003     | Apache Point         | Sloan Digital Sky Survey |
| 326727 | 2003 GT10              | 3 d'abril de 2003      | Haleakala            | NEAT                     |
| 326728 | 2003 GQ42              | 7 d'abril de 2003      | Palomar              | NEAT                     |
| 326729 | 2003 GE43              | 9 d'abril de 2003      | Palomar              | NEAT                     |
| 326730 | 2003 GF49              | 9 d'abril de 2003      | Kitt Peak            | Spacewatch               |
| 326731 | 2003 GD55              | 4 d'abril de 2003      | Anderson Mesa        | LONEOS                   |
| 326732 | 2003 HB6               | 25 d'abril de 2003     | Anderson Mesa        | LONEOS                   |
| 326733 | 2003 HN15              | 26 d'abril de 2003     | Needville            | Needville                |
| 326734 | 2003 JG1               | 1 de maig de 2003      | Kitt Peak            | Spacewatch               |
| 326735 | 2003 JW16              | 8 de maig de 2003      | Haleakala            | NEAT                     |
| 326736 | 2003 KM1               | 22 de maig de 2003     | Kitt Peak            | Spacewatch               |
| 326737 | 2003 KC2               | 22 de maig de 2003     | Kitt Peak            | Spacewatch               |
| 326738 | 2003 PA                | 1 d'agost de 2003      | Haleakala            | NEAT                     |
| 326739 | 2003 QS15              | 20 d'agost de 2003     | Palomar              | NEAT                     |
| 326740 | 2003 QZ18              | 22 d'agost de 2003     | Socorro              | LINEAR                   |
| 326741 | 2003 QW26              | 22 d'agost de 2003     | Haleakala            | NEAT                     |
| 326742 | 2003 QN47              | 26 d'agost de 2003     | Socorro              | LINEAR                   |
| 326743 | 2003 QF69              | 23 d'agost de 2003     | Palomar              | NEAT                     |
| 326744 | 2003 QH75              | 24 d'agost de 2003     | Socorro              | LINEAR                   |
| 326745 | 2003 QG85              | 24 d'agost de 2003     | Cerro Tololo         | M. W. Buie               |
| 326746 | 2003 RJ                | 1 de setembre de 2003  | Socorro              | LINEAR                   |
| 326747 | 2003 RC13              | 14 de setembre de 2003 | Haleakala            | NEAT                     |
| 326748 | 2003 RK16              | 14 de setembre de 2003 | Haleakala            | NEAT                     |
| 326749 | 2003 RL24              | 15 de setembre de 2003 | Anderson Mesa        | LONEOS                   |
| 326750 | 2003 RS24              | 15 de setembre de 2003 | Palomar              | NEAT                     |
| 326751 | 2003 SK12              | 16 de setembre de 2003 | Kitt Peak            | Spacewatch               |
| 326752 | 2003 SD28              | 18 de setembre de 2003 | Palomar              | NEAT                     |
| 326753 | 2003 SZ31              | 16 de setembre de 2003 | Palomar              | NEAT                     |
| 326754 | 2003 SV62              | 17 de setembre de 2003 | Kitt Peak            | Spacewatch               |
| 326755 | 2003 SO63              | 17 de setembre de 2003 | Kitt Peak            | Spacewatch               |
| 326756 | 2003 SW66              | 19 de setembre de 2003 | Campo Imperatore     | CINEOS                   |
| 326757 | 2003 SG68              | 17 de setembre de 2003 | Kitt Peak            | Spacewatch               |
| 326758 | 2003 SU70              | 18 de setembre de 2003 | Kitt Peak            | Spacewatch               |
| 326759 | 2003 SQ85              | 16 de setembre de 2003 | Palomar              | NEAT                     |
| 326760 | 2003 SC87              | 17 de setembre de 2003 | Socorro              | LINEAR                   |
| 326761 | 2003 SF93              | 18 de setembre de 2003 | Kitt Peak            | Spacewatch               |
| 326762 | 2003 SN131             | 21 de setembre de 2003 | Anderson Mesa        | LONEOS                   |
| 326763 | 2003 SA135             | 18 de setembre de 2003 | Kitt Peak            | Spacewatch               |
| 326764 | 2003 SQ141             | 20 de setembre de 2003 | Campo Imperatore     | CINEOS                   |
| 326765 | 2003 SJ164             | 20 de setembre de 2003 | Anderson Mesa        | LONEOS                   |
| 326766 | 2003 SN165             | 20 de setembre de 2003 | Anderson Mesa        | LONEOS                   |
| 326767 | 2003 SH177             | 18 de setembre de 2003 | Palomar              | NEAT                     |
| 326768 | 2003 SX180             | 20 de setembre de 2003 | Socorro              | LINEAR                   |
| 326769 | 2003 SE192             | 19 de setembre de 2003 | Palomar              | NEAT                     |
| 326770 | 2003 SM193             | 20 de setembre de 2003 | Socorro              | LINEAR                   |
| 326771 | 2003 SJ196             | 20 de setembre de 2003 | Palomar              | NEAT                     |
| 326772 | 2003 SQ196             | 20 de setembre de 2003 | Palomar              | NEAT                     |
| 326773 | 2003 SN199             | 21 de setembre de 2003 | Anderson Mesa        | LONEOS                   |
| 326774 | 2003 SU203             | 22 de setembre de 2003 | Anderson Mesa        | LONEOS                   |
| 326775 | 2003 SW215             | 25 de setembre de 2003 | Ondrejov             | P. Kusnirak              |
| 326776 | 2003 SL220             | 29 de setembre de 2003 | Desert Eagle         | W. K. Y. Yeung           |
| 326777 | 2003 SV222             | 30 de setembre de 2003 | Socorro              | LINEAR                   |
| 326778 | 2003 SF223             | 28 de setembre de 2003 | Desert Eagle         | W. K. Y. Yeung           |
| 326779 | 2003 SM224             | 30 de setembre de 2003 | Junk Bond            | D. Healy                 |
| 326780 | 2003 SJ225             | 26 de setembre de 2003 | Socorro              | LINEAR                   |
| 326781 | 2003 SF234             | 25 de setembre de 2003 | Palomar              | NEAT                     |
| 326782 | 2003 SK234             | 25 de setembre de 2003 | Palomar              | NEAT                     |
| 326783 | 2003 SA242             | 27 de setembre de 2003 | Kitt Peak            | Spacewatch               |
| 326784 | 2003 SX244             | 18 de setembre de 2003 | Kitt Peak            | Spacewatch               |
| 326785 | 2003 SH269             | 20 de setembre de 2003 | Bergisch Gladbac     | W. Bickel                |
| 326786 | 2003 SM279             | 17 de setembre de 2003 | Kitt Peak            | Spacewatch               |
| 326787 | 2003 SM281             | 19 de setembre de 2003 | Kitt Peak            | Spacewatch               |
| 326788 | 2003 SC284             | 20 de setembre de 2003 | Socorro              | LINEAR                   |
| 326789 | 2003 SA288             | 30 de setembre de 2003 | Socorro              | LINEAR                   |
| 326790 | 2003 SQ288             | 28 de setembre de 2003 | Socorro              | LINEAR                   |
| 326791 | 2003 SJ292             | 25 de setembre de 2003 | Palomar              | NEAT                     |
| 326792 | 2003 SR293             | 18 de setembre de 2003 | Palomar              | NEAT                     |
| 326793 | 2003 SY293             | 28 de setembre de 2003 | Socorro              | LINEAR                   |
| 326794 | 2003 SV295             | 29 de setembre de 2003 | Anderson Mesa        | LONEOS                   |
| 326795 | 2003 SZ295             | 29 de setembre de 2003 | Anderson Mesa        | LONEOS                   |
| 326796 | 2003 SP302             | 17 de setembre de 2003 | Palomar              | NEAT                     |
| 326797 | 2003 SW302             | 17 de setembre de 2003 | Palomar              | NEAT                     |
| 326798 | 2003 SF313             | 18 de setembre de 2003 | Kitt Peak            | Spacewatch               |
| 326799 | 2003 SR322             | 18 de setembre de 2003 | Socorro              | LINEAR                   |
| 326800 | 2003 SK327             | 18 de setembre de 2003 | Kitt Peak            | Spacewatch               |

## 326801-326900
| Nom    | Designació provisional | Data de descobriment   | Lloc de descobriment | Descobridor/s            |
| ------ | ---------------------- | ---------------------- | -------------------- | ------------------------ |
| 326801 | 2003 SW332             | 30 de setembre de 2003 | Kitt Peak            | Spacewatch               |
| 326802 | 2003 SZ336             | 27 de setembre de 2003 | Apache Point         | Sloan Digital Sky Survey |
| 326803 | 2003 SK337             | 28 de setembre de 2003 | Apache Point         | Sloan Digital Sky Survey |
| 326804 | 2003 SG339             | 26 de setembre de 2003 | Apache Point         | Sloan Digital Sky Survey |
| 326805 | 2003 SH339             | 26 de setembre de 2003 | Apache Point         | Sloan Digital Sky Survey |
| 326806 | 2003 SP348             | 18 de setembre de 2003 | Kitt Peak            | Spacewatch               |
| 326807 | 2003 SK393             | 26 de setembre de 2003 | Apache Point         | Sloan Digital Sky Survey |
| 326808 | 2003 SR397             | 26 de setembre de 2003 | Apache Point         | Sloan Digital Sky Survey |
| 326809 | 2003 SK418             | 28 de setembre de 2003 | Apache Point         | Sloan Digital Sky Survey |
| 326810 | 2003 ST429             | 28 de setembre de 2003 | Kitt Peak            | Spacewatch               |
| 326811 | 2003 SS431             | 16 de setembre de 2003 | Kitt Peak            | Spacewatch               |
| 326812 | 2003 TG1               | 4 d'octubre de 2003    | Kingsnake            | J. V. McClusky           |
| 326813 | 2003 TJ4               | 2 d'octubre de 2003    | Kitt Peak            | Spacewatch               |
| 326814 | 2003 TN9               | 13 d'octubre de 2003   | Junk Bond            | D. Healy                 |
| 326815 | 2003 TQ19              | 15 d'octubre de 2003   | Palomar              | NEAT                     |
| 326816 | 2003 TY22              | 1 d'octubre de 2003    | Kitt Peak            | Spacewatch               |
| 326817 | 2003 TH27              | 1 d'octubre de 2003    | Kitt Peak            | Spacewatch               |
| 326818 | 2003 TG39              | 2 d'octubre de 2003    | Kitt Peak            | Spacewatch               |
| 326819 | 2003 TN44              | 3 d'octubre de 2003    | Kitt Peak            | Spacewatch               |
| 326820 | 2003 TM45              | 3 d'octubre de 2003    | Kitt Peak            | Spacewatch               |
| 326821 | 2003 TV50              | 4 d'octubre de 2003    | Kitt Peak            | Spacewatch               |
| 326822 | 2003 TQ54              | 5 d'octubre de 2003    | Kitt Peak            | Spacewatch               |
| 326823 | 2003 TT55              | 5 d'octubre de 2003    | Kitt Peak            | Spacewatch               |
| 326824 | 2003 TA56              | 5 d'octubre de 2003    | Kitt Peak            | Spacewatch               |
| 326825 | 2003 TF59              | 15 d'octubre de 2003   | Palomar              | NEAT                     |
| 326826 | 2003 UT1               | 16 d'octubre de 2003   | Kitt Peak            | Spacewatch               |
| 326827 | 2003 UL7               | 18 d'octubre de 2003   | Junk Bond            | D. Healy                 |
| 326828 | 2003 UO24              | 23 d'octubre de 2003   | Socorro              | LINEAR                   |
| 326829 | 2003 UT26              | 25 d'octubre de 2003   | Goodricke-Pigott     | R. A. Tucker             |
| 326830 | 2003 UQ27              | 16 d'octubre de 2003   | Goodricke-Pigott     | R. A. Tucker             |
| 326831 | 2003 UN29              | 24 d'octubre de 2003   | Socorro              | LINEAR                   |
| 326832 | 2003 UY46              | 21 d'octubre de 2003   | Goodricke-Pigott     | R. A. Tucker             |
| 326833 | 2003 UD48              | 16 d'octubre de 2003   | Anderson Mesa        | LONEOS                   |
| 326834 | 2003 UZ51              | 18 d'octubre de 2003   | Palomar              | NEAT                     |
| 326835 | 2003 UN64              | 16 d'octubre de 2003   | Palomar              | NEAT                     |
| 326836 | 2003 UC70              | 18 d'octubre de 2003   | Kitt Peak            | Spacewatch               |
| 326837 | 2003 UU75              | 17 d'octubre de 2003   | Kitt Peak            | Spacewatch               |
| 326838 | 2003 UY76              | 17 d'octubre de 2003   | Kitt Peak            | Spacewatch               |
| 326839 | 2003 UB80              | 17 d'octubre de 2003   | Goodricke-Pigott     | R. A. Tucker             |
| 326840 | 2003 UP90              | 20 d'octubre de 2003   | Socorro              | LINEAR                   |
| 326841 | 2003 UO101             | 20 d'octubre de 2003   | Socorro              | LINEAR                   |
| 326842 | 2003 UV111             | 20 d'octubre de 2003   | Socorro              | LINEAR                   |
| 326843 | 2003 UM113             | 20 d'octubre de 2003   | Socorro              | LINEAR                   |
| 326844 | 2003 UJ116             | 21 d'octubre de 2003   | Socorro              | LINEAR                   |
| 326845 | 2003 UU118             | 5 d'octubre de 2003    | Kitt Peak            | Spacewatch               |
| 326846 | 2003 UD130             | 18 d'octubre de 2003   | Palomar              | NEAT                     |
| 326847 | 2003 UO136             | 21 d'octubre de 2003   | Socorro              | LINEAR                   |
| 326848 | 2003 UZ145             | 18 d'octubre de 2003   | Anderson Mesa        | LONEOS                   |
| 326849 | 2003 UC156             | 20 d'octubre de 2003   | Kitt Peak            | Spacewatch               |
| 326850 | 2003 UY156             | 20 d'octubre de 2003   | Socorro              | LINEAR                   |
| 326851 | 2003 UT168             | 22 d'octubre de 2003   | Socorro              | LINEAR                   |
| 326852 | 2003 UL175             | 21 d'octubre de 2003   | Anderson Mesa        | LONEOS                   |
| 326853 | 2003 UQ184             | 21 d'octubre de 2003   | Palomar              | NEAT                     |
| 326854 | 2003 UY185             | 22 d'octubre de 2003   | Kitt Peak            | Spacewatch               |
| 326855 | 2003 UL187             | 22 d'octubre de 2003   | Socorro              | LINEAR                   |
| 326856 | 2003 UQ187             | 22 d'octubre de 2003   | Socorro              | LINEAR                   |
| 326857 | 2003 UT192             | 24 d'octubre de 2003   | Socorro              | LINEAR                   |
| 326858 | 2003 UM201             | 21 d'octubre de 2003   | Socorro              | LINEAR                   |
| 326859 | 2003 UN202             | 21 d'octubre de 2003   | Socorro              | LINEAR                   |
| 326860 | 2003 UC206             | 22 d'octubre de 2003   | Socorro              | LINEAR                   |
| 326861 | 2003 UK207             | 22 d'octubre de 2003   | Kitt Peak            | Spacewatch               |
| 326862 | 2003 UN212             | 23 d'octubre de 2003   | Kitt Peak            | Spacewatch               |
| 326863 | 2003 UT220             | 22 d'octubre de 2003   | Kitt Peak            | Spacewatch               |
| 326864 | 2003 UR226             | 22 d'octubre de 2003   | Kitt Peak            | Spacewatch               |
| 326865 | 2003 UC237             | 23 d'octubre de 2003   | Kitt Peak            | Spacewatch               |
| 326866 | 2003 UW240             | 24 d'octubre de 2003   | Kitt Peak            | Spacewatch               |
| 326867 | 2003 UO243             | 24 d'octubre de 2003   | Socorro              | LINEAR                   |
| 326868 | 2003 UB248             | 25 d'octubre de 2003   | Kitt Peak            | Spacewatch               |
| 326869 | 2003 UF250             | 25 d'octubre de 2003   | Socorro              | LINEAR                   |
| 326870 | 2003 UY270             | 17 d'octubre de 2003   | Palomar              | NEAT                     |
| 326871 | 2003 UA294             | 21 d'octubre de 2003   | Anderson Mesa        | LONEOS                   |
| 326872 | 2003 UA295             | 2 d'octubre de 2003    | Kitt Peak            | Spacewatch               |
| 326873 | 2003 UN303             | 17 d'octubre de 2003   | Kitt Peak            | Spacewatch               |
| 326874 | 2003 UP314             | 24 d'octubre de 2003   | Kitt Peak            | M. W. Buie               |
| 326875 | 2003 UB317             | 18 d'octubre de 2003   | Apache Point         | Sloan Digital Sky Survey |
| 326876 | 2003 UE317             | 18 d'octubre de 2003   | Apache Point         | Sloan Digital Sky Survey |
| 326877 | 2003 UG339             | 18 d'octubre de 2003   | Kitt Peak            | Spacewatch               |
| 326878 | 2003 UB350             | 19 d'octubre de 2003   | Apache Point         | Sloan Digital Sky Survey |
| 326879 | 2003 UU355             | 28 de setembre de 2003 | Kitt Peak            | Spacewatch               |
| 326880 | 2003 UM364             | 20 d'octubre de 2003   | Kitt Peak            | Spacewatch               |
| 326881 | 2003 UD372             | 22 d'octubre de 2003   | Apache Point         | Sloan Digital Sky Survey |
| 326882 | 2003 UP374             | 22 d'octubre de 2003   | Apache Point         | Sloan Digital Sky Survey |
| 326883 | 2003 UY399             | 22 d'octubre de 2003   | Kitt Peak            | Spacewatch               |
| 326884 | 2003 UA415             | 22 d'octubre de 2003   | Apache Point         | Sloan Digital Sky Survey |
| 326885 | 2003 VB10              | 2 de novembre de 2003  | Socorro              | LINEAR                   |
| 326886 | 2003 WD                | 16 de novembre de 2003 | Kitt Peak            | Spacewatch               |
| 326887 | 2003 WJ7               | 18 de novembre de 2003 | Kitt Peak            | Spacewatch               |
| 326888 | 2003 WX13              | 29 d'octubre de 2003   | Socorro              | LINEAR                   |
| 326889 | 2003 WN14              | 16 de novembre de 2003 | Kitt Peak            | Spacewatch               |
| 326890 | 2003 WS17              | 18 de novembre de 2003 | Palomar              | NEAT                     |
| 326891 | 2003 WS18              | 19 de novembre de 2003 | Socorro              | LINEAR                   |
| 326892 | 2003 WM23              | 18 de novembre de 2003 | Kitt Peak            | Spacewatch               |
| 326893 | 2003 WN23              | 18 de novembre de 2003 | Kitt Peak            | Spacewatch               |
| 326894 | 2003 WV25              | 20 de novembre de 2003 | Palomar              | NEAT                     |
| 326895 | 2003 WQ28              | 16 de novembre de 2003 | Kitt Peak            | Spacewatch               |
| 326896 | 2003 WN45              | 19 de novembre de 2003 | Palomar              | NEAT                     |
| 326897 | 2003 WX48              | 19 de novembre de 2003 | Kitt Peak            | Spacewatch               |
| 326898 | 2003 WL56              | 20 de novembre de 2003 | Socorro              | LINEAR                   |
| 326899 | 2003 WS73              | 20 de novembre de 2003 | Socorro              | LINEAR                   |
| 326900 | 2003 WL75              | 18 de novembre de 2003 | Kitt Peak            | Spacewatch               |

## 326901-327000
| Nom    | Designació provisional | Data de descobriment   | Lloc de descobriment | Descobridor/s        |
| ------ | ---------------------- | ---------------------- | -------------------- | -------------------- |
| 326901 | 2003 WF80              | 20 de novembre de 2003 | Socorro              | LINEAR               |
| 326902 | 2003 WY88              | 16 de novembre de 2003 | Catalina             | CSS                  |
| 326903 | 2003 WD94              | 19 de novembre de 2003 | Anderson Mesa        | LONEOS               |
| 326904 | 2003 WS120             | 20 de novembre de 2003 | Socorro              | LINEAR               |
| 326905 | 2003 WT124             | 20 de novembre de 2003 | Socorro              | LINEAR               |
| 326906 | 2003 WC143             | 23 de novembre de 2003 | Socorro              | LINEAR               |
| 326907 | 2003 WS150             | 24 de novembre de 2003 | Anderson Mesa        | LONEOS               |
| 326908 | 2003 WH161             | 30 de novembre de 2003 | Kitt Peak            | Spacewatch           |
| 326909 | 2003 WU161             | 30 de novembre de 2003 | Socorro              | LINEAR               |
| 326910 | 2003 WF171             | 23 de novembre de 2003 | Anderson Mesa        | LONEOS               |
| 326911 | 2003 WG172             | 30 de novembre de 2003 | Socorro              | LINEAR               |
| 326912 | 2003 WM172             | 30 de novembre de 2003 | Socorro              | LINEAR               |
| 326913 | 2003 XZ2               | 1 de desembre de 2003  | Socorro              | LINEAR               |
| 326914 | 2003 XE18              | 14 de desembre de 2003 | Palomar              | NEAT                 |
| 326915 | 2003 XU39              | 28 de desembre de 2003 | Kitt Peak            | Spacewatch           |
| 326916 | 2003 YM17              | 19 de desembre de 2003 | Socorro              | LINEAR               |
| 326917 | 2003 YR29              | 17 de desembre de 2003 | Kitt Peak            | Spacewatch           |
| 326918 | 2003 YC36              | 19 de desembre de 2003 | Haleakala            | NEAT                 |
| 326919 | 2003 YX61              | 19 de desembre de 2003 | Socorro              | LINEAR               |
| 326920 | 2003 YE71              | 18 de desembre de 2003 | Socorro              | LINEAR               |
| 326921 | 2003 YW103             | 21 de desembre de 2003 | Socorro              | LINEAR               |
| 326922 | 2003 YK143             | 28 de desembre de 2003 | Socorro              | LINEAR               |
| 326923 | 2003 YY145             | 28 de desembre de 2003 | Socorro              | LINEAR               |
| 326924 | 2003 YW161             | 17 de desembre de 2003 | Kitt Peak            | Spacewatch           |
| 326925 | 2004 BN18              | 17 de gener de 2004    | Palomar              | NEAT                 |
| 326926 | 2004 BM28              | 18 de gener de 2004    | Palomar              | NEAT                 |
| 326927 | 2004 BP28              | 18 de gener de 2004    | Palomar              | NEAT                 |
| 326928 | 2004 BE41              | 21 de gener de 2004    | Socorro              | LINEAR               |
| 326929 | 2004 BZ43              | 22 de gener de 2004    | Socorro              | LINEAR               |
| 326930 | 2004 BU67              | 24 de gener de 2004    | Socorro              | LINEAR               |
| 326931 | 2004 BG76              | 24 de gener de 2004    | Socorro              | LINEAR               |
| 326932 | 2004 BG80              | 24 de gener de 2004    | Socorro              | LINEAR               |
| 326933 | 2004 BT136             | 19 de gener de 2004    | Kitt Peak            | Spacewatch           |
| 326934 | 2004 CB7               | 10 de febrer de 2004   | Palomar              | NEAT                 |
| 326935 | 2004 CH11              | 11 de febrer de 2004   | Palomar              | NEAT                 |
| 326936 | 2004 CT11              | 11 de febrer de 2004   | Palomar              | NEAT                 |
| 326937 | 2004 CC45              | 13 de febrer de 2004   | Kitt Peak            | Spacewatch           |
| 326938 | 2004 CR56              | 23 de gener de 2004    | Socorro              | LINEAR               |
| 326939 | 2004 CL57              | 11 de febrer de 2004   | Kitt Peak            | Spacewatch           |
| 326940 | 2004 CN76              | 11 de febrer de 2004   | Kitt Peak            | Spacewatch           |
| 326941 | 2004 CS81              | 12 de febrer de 2004   | Kitt Peak            | Spacewatch           |
| 326942 | 2004 CR121             | 12 de febrer de 2004   | Kitt Peak            | Spacewatch           |
| 326943 | 2004 DY15              | 17 de febrer de 2004   | Kitt Peak            | Spacewatch           |
| 326944 | 2004 DP19              | 17 de febrer de 2004   | Catalina             | CSS                  |
| 326945 | 2004 DF39              | 22 de febrer de 2004   | Kitt Peak            | Spacewatch           |
| 326946 | 2004 EN20              | 15 de març de 2004     | Palomar              | NEAT                 |
| 326947 | 2004 EO46              | 15 de març de 2004     | Kitt Peak            | Spacewatch           |
| 326948 | 2004 FT1               | 17 de març de 2004     | Socorro              | LINEAR               |
| 326949 | 2004 FR2               | 17 de març de 2004     | Socorro              | LINEAR               |
| 326950 | 2004 FZ7               | 16 de març de 2004     | Kitt Peak            | Spacewatch           |
| 326951 | 2004 FV15              | 23 de març de 2004     | Socorro              | LINEAR               |
| 326952 | 2004 FC61              | 19 de març de 2004     | Socorro              | LINEAR               |
| 326953 | 2004 FN67              | 20 de març de 2004     | Socorro              | LINEAR               |
| 326954 | 2004 FG131             | 22 de març de 2004     | Anderson Mesa        | LONEOS               |
| 326955 | 2004 GU11              | 12 d'abril de 2004     | Socorro              | LINEAR               |
| 326956 | 2004 GY11              | 12 d'abril de 2004     | Socorro              | LINEAR               |
| 326957 | 2004 GF34              | 12 d'abril de 2004     | Siding Spring        | Siding Spring Survey |
| 326958 | 2004 GH47              | 12 d'abril de 2004     | Kitt Peak            | Spacewatch           |
| 326959 | 2004 HP1               | 19 d'abril de 2004     | Socorro              | LINEAR               |
| 326960 | 2004 HL20              | 22 d'abril de 2004     | Desert Eagle         | W. K. Y. Yeung       |
| 326961 | 2004 HJ71              | 25 d'abril de 2004     | Kitt Peak            | Spacewatch           |
| 326962 | 2004 JC2               | 11 de maig de 2004     | Socorro              | LINEAR               |
| 326963 | 2004 JC7               | 13 de maig de 2004     | Socorro              | LINEAR               |
| 326964 | 2004 JR14              | 9 de maig de 2004      | Kitt Peak            | Spacewatch           |
| 326965 | 2004 JL18              | 13 de maig de 2004     | Kitt Peak            | Spacewatch           |
| 326966 | 2004 JB20              | 14 de maig de 2004     | Socorro              | LINEAR               |
| 326967 | 2004 JE20              | 14 de maig de 2004     | Catalina             | CSS                  |
| 326968 | 2004 JX21              | 9 de maig de 2004      | Kitt Peak            | Spacewatch           |
| 326969 | 2004 JG44              | 12 de maig de 2004     | Anderson Mesa        | LONEOS               |
| 326970 | 2004 JQ45              | 15 de maig de 2004     | Socorro              | LINEAR               |
| 326971 | 2004 KB12              | 21 de maig de 2004     | Kitt Peak            | Spacewatch           |
| 326972 | 2004 LV4               | 12 de juny de 2004     | Socorro              | LINEAR               |
| 326973 | 2004 LR7               | 11 de juny de 2004     | Socorro              | LINEAR               |
| 326974 | 2004 LO31              | 14 de juny de 2004     | Socorro              | LINEAR               |
| 326975 | 2004 MJ                | 17 de juny de 2004     | Wrightwood           | D. Mayes             |
| 326976 | 2004 MY6               | 20 de juny de 2004     | Bergisch Gladbac     | W. Bickel            |
| 326977 | 2004 NU1               | 9 de juliol de 2004    | Socorro              | LINEAR               |
| 326978 | 2004 NT2               | 10 de juliol de 2004   | Palomar              | NEAT                 |
| 326979 | 2004 NH16              | 11 de juliol de 2004   | Socorro              | LINEAR               |
| 326980 | 2004 NA20              | 14 de juliol de 2004   | Socorro              | LINEAR               |
| 326981 | 2004 OH8               | 16 de juliol de 2004   | Socorro              | LINEAR               |
| 326982 | 2004 OV14              | 29 de juliol de 2004   | Siding Spring        | Siding Spring Survey |
| 326983 | 2004 PJ4               | 5 d'agost de 2004      | Palomar              | NEAT                 |
| 326984 | 2004 PM5               | 6 d'agost de 2004      | Palomar              | NEAT                 |
| 326985 | 2004 PV20              | 6 d'agost de 2004      | Palomar              | NEAT                 |
| 326986 | 2004 PM38              | 9 d'agost de 2004      | Socorro              | LINEAR               |
| 326987 | 2004 PB60              | 9 d'agost de 2004      | Socorro              | LINEAR               |
| 326988 | 2004 PN77              | 9 d'agost de 2004      | Socorro              | LINEAR               |
| 326989 | 2004 PG78              | 9 d'agost de 2004      | Socorro              | LINEAR               |
| 326990 | 2004 PB79              | 9 d'agost de 2004      | Socorro              | LINEAR               |
| 326991 | 2004 PC80              | 9 d'agost de 2004      | Socorro              | LINEAR               |
| 326992 | 2004 PZ86              | 11 d'agost de 2004     | Socorro              | LINEAR               |
| 326993 | 2004 PG88              | 11 d'agost de 2004     | Socorro              | LINEAR               |
| 326994 | 2004 PQ91              | 12 d'agost de 2004     | Socorro              | LINEAR               |
| 326995 | 2004 PN115             | 13 d'agost de 2004     | Palomar              | NEAT                 |
| 326996 | 2004 QJ4               | 20 d'agost de 2004     | Siding Spring        | Siding Spring Survey |
| 326997 | 2004 QE18              | 20 d'agost de 2004     | Kitt Peak            | Spacewatch           |
| 326998 | 2004 QG27              | 20 d'agost de 2004     | Catalina             | CSS                  |
| 326999 | 2004 QG28              | 25 d'agost de 2004     | Kitt Peak            | Spacewatch           |
| 327000 | 2004 RZ5               | 4 de setembre de 2004  | Palomar              | NEAT                 |